# قضاعة عملاقة
القُضاعة العملاقة أو ثعلب النهر العملاق أو كلب النهر العملاق، هي إحدى أنواع الثدييات اللاحمة المقصورة في وجودها على أمريكا الجنوبية. وهي أطول أعضاء فصيلة العرسيات، التي تعتبر أحد أنجح مجموعات الضواري في العالم أجمع. القُضاعات العملاقة حيوانات اجتماعية تعيش في مجاميع عائلية مكونة من حوالي ثلاثة إلى ثمانية أفراد، وهذا أمر غير مألوف بين أعضاء هذه الفصيلة. تتمحور المجموعة العائلية حول الزوجين المتناسلين المهيمنين، وهذه المجموعات دائمًا ما تكون شديدة التماسك وأفرادها يتعاونون مع بعضهم البعض لتأمين قوتهم وتنظيم حياتهم اليومية. غالبًا ما تكون القُضاعات العملاقة مسالمة وهادئة، لكنها على الرغم من ذلك مناطقيّة، تنزع إلى الدفاع عن حوزها بشراسة بالغة، كما لوحظ في البرية. تنشط القُضاعات العملاقة خلال النهار بشكل حصري، فهي بذلك حيوانات نهارية، وهي أكثر أنواع القُضاعات صخبًا، حيث وُثق تواصلها مع بعضها من على بعد باستخدام أنماط صوتية مختلفة، منها ما هو مخصص للإنذار ومنها ما يُشير إلى العدائية أو الطمأنينة. يمتد موطن القُضاعة العملاقة عبر شمال وسط أمريكا الجنوبية، وهي تعيش في نهر الأمازون وسبخات الپنتنال بشكل رئيسي.
تقلّص موطن هذه الحيوانات بشكل كبير عبر السنوات حتى أضحى اليوم متجزءًا. ويُعزى تراجع أعداد القُضاعات العملاقة إلى عقود من القنص اللاشرعي بهدف الحصول على جلدها المخملي، وقد بلغت أعمال القنص هذه ذروتها خلال عقديّ الخمسينيات والستينيات من القرن العشرين، حتى أُعلن هذا النوع مهددًا بالانقراض في سنة 1999، ويُقدّر عدد الأفراد الباقية في البرية بأقل من 5,000 فرد. تُعد الغويانتان إحدى آخر معاقل هذه الحيوانات، بما أنها الموقع الأبرز في حوض الأمازون الپيروڤي الذي تحظى فيه القُضاعات بحماية كاملة، لكن على الرغم من ذلك فإن أعدادها ليست بالغزيرة في هاتين المنطقتين. بالإضافة إلى خطر القنص اللاشرعي، تُعاني القُضاعات من تدمير موائلها الطبيعية، ونتيجة لهذا تُعد اليوم أندر حيوانات الإقليم المداري الجديد، وهي أيضًا نادرة في الأسر، إذ وصل عدد الأفراد الأسيرة منها في عام 2003 إلى 60 فرد فقط.
يظهر عند القُضاعات العملاقة عدّة تأقلمات جسدية تتلائم وطبيعة حياتها البرمائية، ففرائها سميك للغاية، وذيلها مفلطح شبيه بالجناح، وأكفها ذات وترات كقوائم البط والإوز. تفضل هذه الحيوانات سكن الأنهر والجداول موسمية الفيض، ويمكن العثور عليها بين الحين والآخر في البحيرات والينابيع، وهي تُنشئ أعشاشها على مقربة من مواقع اقتياتها، فتزيل كميّات هائلة من النباتات في تلك المواقع. تسبح القُضاعات العملاقة باستخدام ذيولها الجناحية، فتدفع نفسها عبر الماء وتلتوي بجسدها عندما ترغب بتغيير اتجاهها. تقتات القُضاعات العملاقة على الأسماك بشكل رئيسي، وبالأخص على شعاعيات الزعانف السلّوريات، كما يمكن أن تقتات على السرطانات. يُعد الإنسان العدو الأساسي للقُضاعات العملاقة، وليس لها من مفترس طبيعي سواه، غير أن لها عدّة منافسات على الموئل والغذاء، من شاكلة قُضاعة الإقليم المداري الجديد والكيمن. تلد إناث القُضاعات العملاقة جرائها على اليابسة كغيرها من أنواع القُضاعات، فتقبع الأنثى في جحرها وتضع بطنها في سلام، وتخرج الصغار من الجحر بعد حوالي شهر، وبعدها بقرابة تسعة أو عشرة شهور يصبح من الصعب تفرقتها عن والدتها.

## التسمية
يُطلق السكّان المحليون على القُضاعات العملاقة عدّة أسماء أخرى، منها: ذئب النهر (بالإسبانية: Lobo de río)، وكلب الماء (بالإسبانية: Perro de agua)، وهذين الإسمين هما أكثر الأسماء شيوعًا، ويُحتمل أنهما وردا بشكل متكرر في تقارير المستكشفين من القرنين التاسع عشر والعشرين. تُستخدم هذه الأسماء الثلاثة على قدم المساواة في كل من الإسبانية والبرتغالية، وفيها اختلاف مناطقي بسيط. تُترجم «القُضاعة العملاقة» إلى nutria gigante في الإسبانية وlontra gigante في البرتغالية، كما أن هناك اسمًا رابعًا يُستخدم في أمريكا الجنوبية للإشارة إليها، وهو ariraí أو ariranha. تُعرف هذه الحيوانات باسم واكانيم عند شعب الآشوار، وباسم هادامي عند قوم السانوم، وهذين القومين من السكّان الأصليين للأمريكيتين. يُشتق اسم الجنس Pteronura من الكلمتين الإغريقيتين: πτερον (نقحرة: پترون؛ بمعنى ريشة أو جناح)، وουρά (نقحرة: أورا؛ بمعنى ذيل)، وفي ذلك إشارة الذيل المميز لهذه الحيوانات الشبيه بجناح الطير.

## تصنيف النوع ونشوئه

### السلالات
|  | \| \| القضاعة البحرية (Lontra felina) \| \| \| \| \| \| قضاعة الأنهر الجنوبية (Lontra provocax) \| \| \| \| |
|  | |
|  | قضاعة الإقليم المداري الجديد (Lontra longicaudis)                                                           |
|  | |
|  | القضاعة البحرية (Lontra felina)                                                                             |
|  | |
|  | قضاعة الأنهر الجنوبية (Lontra provocax)                                                                     |
|  | |

|  | القضاعة البحرية (Lontra felina)         |
|  |                                         |
|  | قضاعة الأنهر الجنوبية (Lontra provocax) |
|  |                                         |

|  | \| \| القضاعة البحرية (Lontra felina) \| \| \| \| \| \| قضاعة الأنهر الجنوبية (Lontra provocax) \| \| \| \| |
|  | |
|  | قضاعة الإقليم المداري الجديد (Lontra longicaudis)                                                           |
|  | |
|  | القضاعة البحرية (Lontra felina)                                                                             |
|  | |
|  | قضاعة الأنهر الجنوبية (Lontra provocax)                                                                     |
|  | |

|  | القضاعة البحرية (Lontra felina)         |
|  |                                         |
|  | قضاعة الأنهر الجنوبية (Lontra provocax) |
|  |                                         |

|  | القضاعة الأوراسية (Lutra lutra)       |
|  |                                       |
|  | القُضاعة شعراء الأنف (Lutra sumatrana) |
|  |                                       |

|  | القضاعة الأفريقية عديمة المخالب (Aonyx capensis) |
|  |                                                  |

|  | القضاعة الشرقية قصيرة المخالب (Aonyx cinerea) |
|  |                                               |
|  | القضاعة ملساء الشعر (Lutrogale perspicillata) |
|  |                                               |

|  | القضاعة الأفريقية عديمة المخالب (Aonyx capensis) |
|  |                                                  |

|  | القضاعة الشرقية قصيرة المخالب (Aonyx cinerea) |
|  |                                               |
|  | القضاعة ملساء الشعر (Lutrogale perspicillata) |
|  |                                               |

|  | القضاعة الأوراسية (Lutra lutra)       |
|  |                                       |
|  | القُضاعة شعراء الأنف (Lutra sumatrana) |
|  |                                       |

|  | القضاعة الأفريقية عديمة المخالب (Aonyx capensis) |
|  |                                                  |

|  | القضاعة الشرقية قصيرة المخالب (Aonyx cinerea) |
|  |                                               |
|  | القضاعة ملساء الشعر (Lutrogale perspicillata) |
|  |                                               |

|  | القضاعة الأفريقية عديمة المخالب (Aonyx capensis) |
|  |                                                  |

|  | القضاعة الشرقية قصيرة المخالب (Aonyx cinerea) |
|  |                                               |
|  | القضاعة ملساء الشعر (Lutrogale perspicillata) |
|  |                                               |

|  | القضاعة الأوراسية (Lutra lutra)       |
|  |                                       |
|  | القُضاعة شعراء الأنف (Lutra sumatrana) |
|  |                                       |

|  | القضاعة الأفريقية عديمة المخالب (Aonyx capensis) |
|  |                                                  |

|  | القضاعة الشرقية قصيرة المخالب (Aonyx cinerea) |
|  |                                               |
|  | القضاعة ملساء الشعر (Lutrogale perspicillata) |
|  |                                               |

|  | القضاعة الأفريقية عديمة المخالب (Aonyx capensis) |
|  |                                                  |

|  | القضاعة الشرقية قصيرة المخالب (Aonyx cinerea) |
|  |                                               |
|  | القضاعة ملساء الشعر (Lutrogale perspicillata) |
|  |                                               |

|  | القضاعة الأوراسية (Lutra lutra)       |
|  |                                       |
|  | القُضاعة شعراء الأنف (Lutra sumatrana) |
|  |                                       |

|  | القضاعة الأفريقية عديمة المخالب (Aonyx capensis) |
|  |                                                  |

|  | القضاعة الشرقية قصيرة المخالب (Aonyx cinerea) |
|  |                                               |
|  | القضاعة ملساء الشعر (Lutrogale perspicillata) |
|  |                                               |

|  | القضاعة الأفريقية عديمة المخالب (Aonyx capensis) |
|  |                                                  |

|  | القضاعة الشرقية قصيرة المخالب (Aonyx cinerea) |
|  |                                               |
|  | القضاعة ملساء الشعر (Lutrogale perspicillata) |
|  |                                               |

|  | \| \| القضاعة البحرية (Lontra felina) \| \| \| \| \| \| قضاعة الأنهر الجنوبية (Lontra provocax) \| \| \| \| |
|  | |
|  | قضاعة الإقليم المداري الجديد (Lontra longicaudis)                                                           |
|  | |
|  | القضاعة البحرية (Lontra felina)                                                                             |
|  | |
|  | قضاعة الأنهر الجنوبية (Lontra provocax)                                                                     |
|  | |

|  | القضاعة البحرية (Lontra felina)         |
|  |                                         |
|  | قضاعة الأنهر الجنوبية (Lontra provocax) |
|  |                                         |

|  | \| \| القضاعة البحرية (Lontra felina) \| \| \| \| \| \| قضاعة الأنهر الجنوبية (Lontra provocax) \| \| \| \| |
|  | |
|  | قضاعة الإقليم المداري الجديد (Lontra longicaudis)                                                           |
|  | |
|  | القضاعة البحرية (Lontra felina)                                                                             |
|  | |
|  | قضاعة الأنهر الجنوبية (Lontra provocax)                                                                     |
|  | |

|  | القضاعة البحرية (Lontra felina)         |
|  |                                         |
|  | قضاعة الأنهر الجنوبية (Lontra provocax) |
|  |                                         |

|  | القضاعة الأوراسية (Lutra lutra)       |
|  |                                       |
|  | القُضاعة شعراء الأنف (Lutra sumatrana) |
|  |                                       |

|  | القضاعة الأفريقية عديمة المخالب (Aonyx capensis) |
|  |                                                  |

|  | القضاعة الشرقية قصيرة المخالب (Aonyx cinerea) |
|  |                                               |
|  | القضاعة ملساء الشعر (Lutrogale perspicillata) |
|  |                                               |

|  | القضاعة الأفريقية عديمة المخالب (Aonyx capensis) |
|  |                                                  |

|  | القضاعة الشرقية قصيرة المخالب (Aonyx cinerea) |
|  |                                               |
|  | القضاعة ملساء الشعر (Lutrogale perspicillata) |
|  |                                               |

|  | القضاعة الأوراسية (Lutra lutra)       |
|  |                                       |
|  | القُضاعة شعراء الأنف (Lutra sumatrana) |
|  |                                       |

|  | القضاعة الأفريقية عديمة المخالب (Aonyx capensis) |
|  |                                                  |

|  | القضاعة الشرقية قصيرة المخالب (Aonyx cinerea) |
|  |                                               |
|  | القضاعة ملساء الشعر (Lutrogale perspicillata) |
|  |                                               |

|  | القضاعة الأفريقية عديمة المخالب (Aonyx capensis) |
|  |                                                  |

|  | القضاعة الشرقية قصيرة المخالب (Aonyx cinerea) |
|  |                                               |
|  | القضاعة ملساء الشعر (Lutrogale perspicillata) |
|  |                                               |

|  | القضاعة الأوراسية (Lutra lutra)       |
|  |                                       |
|  | القُضاعة شعراء الأنف (Lutra sumatrana) |
|  |                                       |

|  | القضاعة الأفريقية عديمة المخالب (Aonyx capensis) |
|  |                                                  |

|  | القضاعة الشرقية قصيرة المخالب (Aonyx cinerea) |
|  |                                               |
|  | القضاعة ملساء الشعر (Lutrogale perspicillata) |
|  |                                               |

|  | القضاعة الأفريقية عديمة المخالب (Aonyx capensis) |
|  |                                                  |

|  | القضاعة الشرقية قصيرة المخالب (Aonyx cinerea) |
|  |                                               |
|  | القضاعة ملساء الشعر (Lutrogale perspicillata) |
|  |                                               |

|  | القضاعة الأوراسية (Lutra lutra)       |
|  |                                       |
|  | القُضاعة شعراء الأنف (Lutra sumatrana) |
|  |                                       |

|  | القضاعة الأفريقية عديمة المخالب (Aonyx capensis) |
|  |                                                  |

|  | القضاعة الشرقية قصيرة المخالب (Aonyx cinerea) |
|  |                                               |
|  | القضاعة ملساء الشعر (Lutrogale perspicillata) |
|  |                                               |

|  | القضاعة الأفريقية عديمة المخالب (Aonyx capensis) |
|  |                                                  |

|  | القضاعة الشرقية قصيرة المخالب (Aonyx cinerea) |
|  |                                               |
|  | القضاعة ملساء الشعر (Lutrogale perspicillata) |
|  |                                               |

|  | \| \| القضاعة البحرية (Lontra felina) \| \| \| \| \| \| قضاعة الأنهر الجنوبية (Lontra provocax) \| \| \| \| |
|  | |
|  | قضاعة الإقليم المداري الجديد (Lontra longicaudis)                                                           |
|  | |
|  | القضاعة البحرية (Lontra felina)                                                                             |
|  | |
|  | قضاعة الأنهر الجنوبية (Lontra provocax)                                                                     |
|  | |

|  | القضاعة البحرية (Lontra felina)         |
|  |                                         |
|  | قضاعة الأنهر الجنوبية (Lontra provocax) |
|  |                                         |

|  | \| \| القضاعة البحرية (Lontra felina) \| \| \| \| \| \| قضاعة الأنهر الجنوبية (Lontra provocax) \| \| \| \| |
|  | |
|  | قضاعة الإقليم المداري الجديد (Lontra longicaudis)                                                           |
|  | |
|  | القضاعة البحرية (Lontra felina)                                                                             |
|  | |
|  | قضاعة الأنهر الجنوبية (Lontra provocax)                                                                     |
|  | |

|  | القضاعة البحرية (Lontra felina)         |
|  |                                         |
|  | قضاعة الأنهر الجنوبية (Lontra provocax) |
|  |                                         |

|  | القضاعة الأوراسية (Lutra lutra)       |
|  |                                       |
|  | القُضاعة شعراء الأنف (Lutra sumatrana) |
|  |                                       |

|  | القضاعة الأفريقية عديمة المخالب (Aonyx capensis) |
|  |                                                  |

|  | القضاعة الشرقية قصيرة المخالب (Aonyx cinerea) |
|  |                                               |
|  | القضاعة ملساء الشعر (Lutrogale perspicillata) |
|  |                                               |

|  | القضاعة الأفريقية عديمة المخالب (Aonyx capensis) |
|  |                                                  |

|  | القضاعة الشرقية قصيرة المخالب (Aonyx cinerea) |
|  |                                               |
|  | القضاعة ملساء الشعر (Lutrogale perspicillata) |
|  |                                               |

|  | القضاعة الأوراسية (Lutra lutra)       |
|  |                                       |
|  | القُضاعة شعراء الأنف (Lutra sumatrana) |
|  |                                       |

|  | القضاعة الأفريقية عديمة المخالب (Aonyx capensis) |
|  |                                                  |

|  | القضاعة الشرقية قصيرة المخالب (Aonyx cinerea) |
|  |                                               |
|  | القضاعة ملساء الشعر (Lutrogale perspicillata) |
|  |                                               |

|  | القضاعة الأفريقية عديمة المخالب (Aonyx capensis) |
|  |                                                  |

|  | القضاعة الشرقية قصيرة المخالب (Aonyx cinerea) |
|  |                                               |
|  | القضاعة ملساء الشعر (Lutrogale perspicillata) |
|  |                                               |

|  | القضاعة الأوراسية (Lutra lutra)       |
|  |                                       |
|  | القُضاعة شعراء الأنف (Lutra sumatrana) |
|  |                                       |

|  | القضاعة الأفريقية عديمة المخالب (Aonyx capensis) |
|  |                                                  |

|  | القضاعة الشرقية قصيرة المخالب (Aonyx cinerea) |
|  |                                               |
|  | القضاعة ملساء الشعر (Lutrogale perspicillata) |
|  |                                               |

|  | القضاعة الأفريقية عديمة المخالب (Aonyx capensis) |
|  |                                                  |

|  | القضاعة الشرقية قصيرة المخالب (Aonyx cinerea) |
|  |                                               |
|  | القضاعة ملساء الشعر (Lutrogale perspicillata) |
|  |                                               |

|  | القضاعة الأوراسية (Lutra lutra)       |
|  |                                       |
|  | القُضاعة شعراء الأنف (Lutra sumatrana) |
|  |                                       |

|  | القضاعة الأفريقية عديمة المخالب (Aonyx capensis) |
|  |                                                  |

|  | القضاعة الشرقية قصيرة المخالب (Aonyx cinerea) |
|  |                                               |
|  | القضاعة ملساء الشعر (Lutrogale perspicillata) |
|  |                                               |

|  | القضاعة الأفريقية عديمة المخالب (Aonyx capensis) |
|  |                                                  |

|  | القضاعة الشرقية قصيرة المخالب (Aonyx cinerea) |
|  |                                               |
|  | القضاعة ملساء الشعر (Lutrogale perspicillata) |
|  |                                               |

|  | \| \| القضاعة البحرية (Lontra felina) \| \| \| \| \| \| قضاعة الأنهر الجنوبية (Lontra provocax) \| \| \| \| |
|  | |
|  | قضاعة الإقليم المداري الجديد (Lontra longicaudis)                                                           |
|  | |
|  | القضاعة البحرية (Lontra felina)                                                                             |
|  | |
|  | قضاعة الأنهر الجنوبية (Lontra provocax)                                                                     |
|  | |

|  | القضاعة البحرية (Lontra felina)         |
|  |                                         |
|  | قضاعة الأنهر الجنوبية (Lontra provocax) |
|  |                                         |

|  | \| \| القضاعة البحرية (Lontra felina) \| \| \| \| \| \| قضاعة الأنهر الجنوبية (Lontra provocax) \| \| \| \| |
|  | |
|  | قضاعة الإقليم المداري الجديد (Lontra longicaudis)                                                           |
|  | |
|  | القضاعة البحرية (Lontra felina)                                                                             |
|  | |
|  | قضاعة الأنهر الجنوبية (Lontra provocax)                                                                     |
|  | |

|  | القضاعة البحرية (Lontra felina)         |
|  |                                         |
|  | قضاعة الأنهر الجنوبية (Lontra provocax) |
|  |                                         |

|  | القضاعة الأوراسية (Lutra lutra)       |
|  |                                       |
|  | القُضاعة شعراء الأنف (Lutra sumatrana) |
|  |                                       |

|  | القضاعة الأفريقية عديمة المخالب (Aonyx capensis) |
|  |                                                  |

|  | القضاعة الشرقية قصيرة المخالب (Aonyx cinerea) |
|  |                                               |
|  | القضاعة ملساء الشعر (Lutrogale perspicillata) |
|  |                                               |

|  | القضاعة الأفريقية عديمة المخالب (Aonyx capensis) |
|  |                                                  |

|  | القضاعة الشرقية قصيرة المخالب (Aonyx cinerea) |
|  |                                               |
|  | القضاعة ملساء الشعر (Lutrogale perspicillata) |
|  |                                               |

|  | القضاعة الأوراسية (Lutra lutra)       |
|  |                                       |
|  | القُضاعة شعراء الأنف (Lutra sumatrana) |
|  |                                       |

|  | القضاعة الأفريقية عديمة المخالب (Aonyx capensis) |
|  |                                                  |

|  | القضاعة الشرقية قصيرة المخالب (Aonyx cinerea) |
|  |                                               |
|  | القضاعة ملساء الشعر (Lutrogale perspicillata) |
|  |                                               |

|  | القضاعة الأفريقية عديمة المخالب (Aonyx capensis) |
|  |                                                  |

|  | القضاعة الشرقية قصيرة المخالب (Aonyx cinerea) |
|  |                                               |
|  | القضاعة ملساء الشعر (Lutrogale perspicillata) |
|  |                                               |

|  | القضاعة الأوراسية (Lutra lutra)       |
|  |                                       |
|  | القُضاعة شعراء الأنف (Lutra sumatrana) |
|  |                                       |

|  | القضاعة الأفريقية عديمة المخالب (Aonyx capensis) |
|  |                                                  |

|  | القضاعة الشرقية قصيرة المخالب (Aonyx cinerea) |
|  |                                               |
|  | القضاعة ملساء الشعر (Lutrogale perspicillata) |
|  |                                               |

|  | القضاعة الأفريقية عديمة المخالب (Aonyx capensis) |
|  |                                                  |

|  | القضاعة الشرقية قصيرة المخالب (Aonyx cinerea) |
|  |                                               |
|  | القضاعة ملساء الشعر (Lutrogale perspicillata) |
|  |                                               |

|  | القضاعة الأوراسية (Lutra lutra)       |
|  |                                       |
|  | القُضاعة شعراء الأنف (Lutra sumatrana) |
|  |                                       |

|  | القضاعة الأفريقية عديمة المخالب (Aonyx capensis) |
|  |                                                  |

|  | القضاعة الشرقية قصيرة المخالب (Aonyx cinerea) |
|  |                                               |
|  | القضاعة ملساء الشعر (Lutrogale perspicillata) |
|  |                                               |

|  | القضاعة الأفريقية عديمة المخالب (Aonyx capensis) |
|  |                                                  |

|  | القضاعة الشرقية قصيرة المخالب (Aonyx cinerea) |
|  |                                               |
|  | القضاعة ملساء الشعر (Lutrogale perspicillata) |
|  |                                               |

|  | \| \| القضاعة البحرية (Lontra felina) \| \| \| \| \| \| قضاعة الأنهر الجنوبية (Lontra provocax) \| \| \| \| |
|  | |
|  | قضاعة الإقليم المداري الجديد (Lontra longicaudis)                                                           |
|  | |
|  | القضاعة البحرية (Lontra felina)                                                                             |
|  | |
|  | قضاعة الأنهر الجنوبية (Lontra provocax)                                                                     |
|  | |

|  | القضاعة البحرية (Lontra felina)         |
|  |                                         |
|  | قضاعة الأنهر الجنوبية (Lontra provocax) |
|  |                                         |

|  | \| \| القضاعة البحرية (Lontra felina) \| \| \| \| \| \| قضاعة الأنهر الجنوبية (Lontra provocax) \| \| \| \| |
|  | |
|  | قضاعة الإقليم المداري الجديد (Lontra longicaudis)                                                           |
|  | |
|  | القضاعة البحرية (Lontra felina)                                                                             |
|  | |
|  | قضاعة الأنهر الجنوبية (Lontra provocax)                                                                     |
|  | |

|  | القضاعة البحرية (Lontra felina)         |
|  |                                         |
|  | قضاعة الأنهر الجنوبية (Lontra provocax) |
|  |                                         |

|  | القضاعة الأوراسية (Lutra lutra)       |
|  |                                       |
|  | القُضاعة شعراء الأنف (Lutra sumatrana) |
|  |                                       |

|  | القضاعة الأفريقية عديمة المخالب (Aonyx capensis) |
|  |                                                  |

|  | القضاعة الشرقية قصيرة المخالب (Aonyx cinerea) |
|  |                                               |
|  | القضاعة ملساء الشعر (Lutrogale perspicillata) |
|  |                                               |

|  | القضاعة الأفريقية عديمة المخالب (Aonyx capensis) |
|  |                                                  |

|  | القضاعة الشرقية قصيرة المخالب (Aonyx cinerea) |
|  |                                               |
|  | القضاعة ملساء الشعر (Lutrogale perspicillata) |
|  |                                               |

|  | القضاعة الأوراسية (Lutra lutra)       |
|  |                                       |
|  | القُضاعة شعراء الأنف (Lutra sumatrana) |
|  |                                       |

|  | القضاعة الأفريقية عديمة المخالب (Aonyx capensis) |
|  |                                                  |

|  | القضاعة الشرقية قصيرة المخالب (Aonyx cinerea) |
|  |                                               |
|  | القضاعة ملساء الشعر (Lutrogale perspicillata) |
|  |                                               |

|  | القضاعة الأفريقية عديمة المخالب (Aonyx capensis) |
|  |                                                  |

|  | القضاعة الشرقية قصيرة المخالب (Aonyx cinerea) |
|  |                                               |
|  | القضاعة ملساء الشعر (Lutrogale perspicillata) |
|  |                                               |

|  | القضاعة الأوراسية (Lutra lutra)       |
|  |                                       |
|  | القُضاعة شعراء الأنف (Lutra sumatrana) |
|  |                                       |

|  | القضاعة الأفريقية عديمة المخالب (Aonyx capensis) |
|  |                                                  |

|  | القضاعة الشرقية قصيرة المخالب (Aonyx cinerea) |
|  |                                               |
|  | القضاعة ملساء الشعر (Lutrogale perspicillata) |
|  |                                               |

|  | القضاعة الأفريقية عديمة المخالب (Aonyx capensis) |
|  |                                                  |

|  | القضاعة الشرقية قصيرة المخالب (Aonyx cinerea) |
|  |                                               |
|  | القضاعة ملساء الشعر (Lutrogale perspicillata) |
|  |                                               |

|  | القضاعة الأوراسية (Lutra lutra)       |
|  |                                       |
|  | القُضاعة شعراء الأنف (Lutra sumatrana) |
|  |                                       |

|  | القضاعة الأفريقية عديمة المخالب (Aonyx capensis) |
|  |                                                  |

|  | القضاعة الشرقية قصيرة المخالب (Aonyx cinerea) |
|  |                                               |
|  | القضاعة ملساء الشعر (Lutrogale perspicillata) |
|  |                                               |

|  | القضاعة الأفريقية عديمة المخالب (Aonyx capensis) |
|  |                                                  |

|  | القضاعة الشرقية قصيرة المخالب (Aonyx cinerea) |
|  |                                               |
|  | القضاعة ملساء الشعر (Lutrogale perspicillata) |
|  |                                               |

|  | \| \| القضاعة البحرية (Lontra felina) \| \| \| \| \| \| قضاعة الأنهر الجنوبية (Lontra provocax) \| \| \| \| |
|  | |
|  | قضاعة الإقليم المداري الجديد (Lontra longicaudis)                                                           |
|  | |
|  | القضاعة البحرية (Lontra felina)                                                                             |
|  | |
|  | قضاعة الأنهر الجنوبية (Lontra provocax)                                                                     |
|  | |

|  | القضاعة البحرية (Lontra felina)         |
|  |                                         |
|  | قضاعة الأنهر الجنوبية (Lontra provocax) |
|  |                                         |

|  | \| \| القضاعة البحرية (Lontra felina) \| \| \| \| \| \| قضاعة الأنهر الجنوبية (Lontra provocax) \| \| \| \| |
|  | |
|  | قضاعة الإقليم المداري الجديد (Lontra longicaudis)                                                           |
|  | |
|  | القضاعة البحرية (Lontra felina)                                                                             |
|  | |
|  | قضاعة الأنهر الجنوبية (Lontra provocax)                                                                     |
|  | |

|  | القضاعة البحرية (Lontra felina)         |
|  |                                         |
|  | قضاعة الأنهر الجنوبية (Lontra provocax) |
|  |                                         |

|  | القضاعة الأوراسية (Lutra lutra)       |
|  |                                       |
|  | القُضاعة شعراء الأنف (Lutra sumatrana) |
|  |                                       |

|  | القضاعة الأفريقية عديمة المخالب (Aonyx capensis) |
|  |                                                  |

|  | القضاعة الشرقية قصيرة المخالب (Aonyx cinerea) |
|  |                                               |
|  | القضاعة ملساء الشعر (Lutrogale perspicillata) |
|  |                                               |

|  | القضاعة الأفريقية عديمة المخالب (Aonyx capensis) |
|  |                                                  |

|  | القضاعة الشرقية قصيرة المخالب (Aonyx cinerea) |
|  |                                               |
|  | القضاعة ملساء الشعر (Lutrogale perspicillata) |
|  |                                               |

|  | القضاعة الأوراسية (Lutra lutra)       |
|  |                                       |
|  | القُضاعة شعراء الأنف (Lutra sumatrana) |
|  |                                       |

|  | القضاعة الأفريقية عديمة المخالب (Aonyx capensis) |
|  |                                                  |

|  | القضاعة الشرقية قصيرة المخالب (Aonyx cinerea) |
|  |                                               |
|  | القضاعة ملساء الشعر (Lutrogale perspicillata) |
|  |                                               |

|  | القضاعة الأفريقية عديمة المخالب (Aonyx capensis) |
|  |                                                  |

|  | القضاعة الشرقية قصيرة المخالب (Aonyx cinerea) |
|  |                                               |
|  | القضاعة ملساء الشعر (Lutrogale perspicillata) |
|  |                                               |

|  | القضاعة الأوراسية (Lutra lutra)       |
|  |                                       |
|  | القُضاعة شعراء الأنف (Lutra sumatrana) |
|  |                                       |

|  | القضاعة الأفريقية عديمة المخالب (Aonyx capensis) |
|  |                                                  |

|  | القضاعة الشرقية قصيرة المخالب (Aonyx cinerea) |
|  |                                               |
|  | القضاعة ملساء الشعر (Lutrogale perspicillata) |
|  |                                               |

|  | القضاعة الأفريقية عديمة المخالب (Aonyx capensis) |
|  |                                                  |

|  | القضاعة الشرقية قصيرة المخالب (Aonyx cinerea) |
|  |                                               |
|  | القضاعة ملساء الشعر (Lutrogale perspicillata) |
|  |                                               |

|  | القضاعة الأوراسية (Lutra lutra)       |
|  |                                       |
|  | القُضاعة شعراء الأنف (Lutra sumatrana) |
|  |                                       |

|  | القضاعة الأفريقية عديمة المخالب (Aonyx capensis) |
|  |                                                  |

|  | القضاعة الشرقية قصيرة المخالب (Aonyx cinerea) |
|  |                                               |
|  | القضاعة ملساء الشعر (Lutrogale perspicillata) |
|  |                                               |

|  | القضاعة الأفريقية عديمة المخالب (Aonyx capensis) |
|  |                                                  |

|  | القضاعة الشرقية قصيرة المخالب (Aonyx cinerea) |
|  |                                               |
|  | القضاعة ملساء الشعر (Lutrogale perspicillata) |
|  |                                               |

|  | \| \| القضاعة البحرية (Lontra felina) \| \| \| \| \| \| قضاعة الأنهر الجنوبية (Lontra provocax) \| \| \| \| |
|  | |
|  | قضاعة الإقليم المداري الجديد (Lontra longicaudis)                                                           |
|  | |
|  | القضاعة البحرية (Lontra felina)                                                                             |
|  | |
|  | قضاعة الأنهر الجنوبية (Lontra provocax)                                                                     |
|  | |

|  | القضاعة البحرية (Lontra felina)         |
|  |                                         |
|  | قضاعة الأنهر الجنوبية (Lontra provocax) |
|  |                                         |

|  | \| \| القضاعة البحرية (Lontra felina) \| \| \| \| \| \| قضاعة الأنهر الجنوبية (Lontra provocax) \| \| \| \| |
|  | |
|  | قضاعة الإقليم المداري الجديد (Lontra longicaudis)                                                           |
|  | |
|  | القضاعة البحرية (Lontra felina)                                                                             |
|  | |
|  | قضاعة الأنهر الجنوبية (Lontra provocax)                                                                     |
|  | |

|  | القضاعة البحرية (Lontra felina)         |
|  |                                         |
|  | قضاعة الأنهر الجنوبية (Lontra provocax) |
|  |                                         |

|  | القضاعة الأوراسية (Lutra lutra)       |
|  |                                       |
|  | القُضاعة شعراء الأنف (Lutra sumatrana) |
|  |                                       |

|  | القضاعة الأفريقية عديمة المخالب (Aonyx capensis) |
|  |                                                  |

|  | القضاعة الشرقية قصيرة المخالب (Aonyx cinerea) |
|  |                                               |
|  | القضاعة ملساء الشعر (Lutrogale perspicillata) |
|  |                                               |

|  | القضاعة الأفريقية عديمة المخالب (Aonyx capensis) |
|  |                                                  |

|  | القضاعة الشرقية قصيرة المخالب (Aonyx cinerea) |
|  |                                               |
|  | القضاعة ملساء الشعر (Lutrogale perspicillata) |
|  |                                               |

|  | القضاعة الأوراسية (Lutra lutra)       |
|  |                                       |
|  | القُضاعة شعراء الأنف (Lutra sumatrana) |
|  |                                       |

|  | القضاعة الأفريقية عديمة المخالب (Aonyx capensis) |
|  |                                                  |

|  | القضاعة الشرقية قصيرة المخالب (Aonyx cinerea) |
|  |                                               |
|  | القضاعة ملساء الشعر (Lutrogale perspicillata) |
|  |                                               |

|  | القضاعة الأفريقية عديمة المخالب (Aonyx capensis) |
|  |                                                  |

|  | القضاعة الشرقية قصيرة المخالب (Aonyx cinerea) |
|  |                                               |
|  | القضاعة ملساء الشعر (Lutrogale perspicillata) |
|  |                                               |

|  | القضاعة الأوراسية (Lutra lutra)       |
|  |                                       |
|  | القُضاعة شعراء الأنف (Lutra sumatrana) |
|  |                                       |

|  | القضاعة الأفريقية عديمة المخالب (Aonyx capensis) |
|  |                                                  |

|  | القضاعة الشرقية قصيرة المخالب (Aonyx cinerea) |
|  |                                               |
|  | القضاعة ملساء الشعر (Lutrogale perspicillata) |
|  |                                               |

|  | القضاعة الأفريقية عديمة المخالب (Aonyx capensis) |
|  |                                                  |

|  | القضاعة الشرقية قصيرة المخالب (Aonyx cinerea) |
|  |                                               |
|  | القضاعة ملساء الشعر (Lutrogale perspicillata) |
|  |                                               |

|  | القضاعة الأوراسية (Lutra lutra)       |
|  |                                       |
|  | القُضاعة شعراء الأنف (Lutra sumatrana) |
|  |                                       |

|  | القضاعة الأفريقية عديمة المخالب (Aonyx capensis) |
|  |                                                  |

|  | القضاعة الشرقية قصيرة المخالب (Aonyx cinerea) |
|  |                                               |
|  | القضاعة ملساء الشعر (Lutrogale perspicillata) |
|  |                                               |

|  | القضاعة الأفريقية عديمة المخالب (Aonyx capensis) |
|  |                                                  |

|  | القضاعة الشرقية قصيرة المخالب (Aonyx cinerea) |
|  |                                               |
|  | القضاعة ملساء الشعر (Lutrogale perspicillata) |
|  |                                               |

|  | \| \| القضاعة البحرية (Lontra felina) \| \| \| \| \| \| قضاعة الأنهر الجنوبية (Lontra provocax) \| \| \| \| |
|  | |
|  | قضاعة الإقليم المداري الجديد (Lontra longicaudis)                                                           |
|  | |
|  | القضاعة البحرية (Lontra felina)                                                                             |
|  | |
|  | قضاعة الأنهر الجنوبية (Lontra provocax)                                                                     |
|  | |

|  | القضاعة البحرية (Lontra felina)         |
|  |                                         |
|  | قضاعة الأنهر الجنوبية (Lontra provocax) |
|  |                                         |

|  | \| \| القضاعة البحرية (Lontra felina) \| \| \| \| \| \| قضاعة الأنهر الجنوبية (Lontra provocax) \| \| \| \| |
|  | |
|  | قضاعة الإقليم المداري الجديد (Lontra longicaudis)                                                           |
|  | |
|  | القضاعة البحرية (Lontra felina)                                                                             |
|  | |
|  | قضاعة الأنهر الجنوبية (Lontra provocax)                                                                     |
|  | |

|  | القضاعة البحرية (Lontra felina)         |
|  |                                         |
|  | قضاعة الأنهر الجنوبية (Lontra provocax) |
|  |                                         |

|  | القضاعة الأوراسية (Lutra lutra)       |
|  |                                       |
|  | القُضاعة شعراء الأنف (Lutra sumatrana) |
|  |                                       |

|  | القضاعة الأفريقية عديمة المخالب (Aonyx capensis) |
|  |                                                  |

|  | القضاعة الشرقية قصيرة المخالب (Aonyx cinerea) |
|  |                                               |
|  | القضاعة ملساء الشعر (Lutrogale perspicillata) |
|  |                                               |

|  | القضاعة الأفريقية عديمة المخالب (Aonyx capensis) |
|  |                                                  |

|  | القضاعة الشرقية قصيرة المخالب (Aonyx cinerea) |
|  |                                               |
|  | القضاعة ملساء الشعر (Lutrogale perspicillata) |
|  |                                               |

|  | القضاعة الأوراسية (Lutra lutra)       |
|  |                                       |
|  | القُضاعة شعراء الأنف (Lutra sumatrana) |
|  |                                       |

|  | القضاعة الأفريقية عديمة المخالب (Aonyx capensis) |
|  |                                                  |

|  | القضاعة الشرقية قصيرة المخالب (Aonyx cinerea) |
|  |                                               |
|  | القضاعة ملساء الشعر (Lutrogale perspicillata) |
|  |                                               |

|  | القضاعة الأفريقية عديمة المخالب (Aonyx capensis) |
|  |                                                  |

|  | القضاعة الشرقية قصيرة المخالب (Aonyx cinerea) |
|  |                                               |
|  | القضاعة ملساء الشعر (Lutrogale perspicillata) |
|  |                                               |

|  | القضاعة الأوراسية (Lutra lutra)       |
|  |                                       |
|  | القُضاعة شعراء الأنف (Lutra sumatrana) |
|  |                                       |

|  | القضاعة الأفريقية عديمة المخالب (Aonyx capensis) |
|  |                                                  |

|  | القضاعة الشرقية قصيرة المخالب (Aonyx cinerea) |
|  |                                               |
|  | القضاعة ملساء الشعر (Lutrogale perspicillata) |
|  |                                               |

|  | القضاعة الأفريقية عديمة المخالب (Aonyx capensis) |
|  |                                                  |

|  | القضاعة الشرقية قصيرة المخالب (Aonyx cinerea) |
|  |                                               |
|  | القضاعة ملساء الشعر (Lutrogale perspicillata) |
|  |                                               |

|  | القضاعة الأوراسية (Lutra lutra)       |
|  |                                       |
|  | القُضاعة شعراء الأنف (Lutra sumatrana) |
|  |                                       |

|  | القضاعة الأفريقية عديمة المخالب (Aonyx capensis) |
|  |                                                  |

|  | القضاعة الشرقية قصيرة المخالب (Aonyx cinerea) |
|  |                                               |
|  | القضاعة ملساء الشعر (Lutrogale perspicillata) |
|  |                                               |

|  | القضاعة الأفريقية عديمة المخالب (Aonyx capensis) |
|  |                                                  |

|  | القضاعة الشرقية قصيرة المخالب (Aonyx cinerea) |
|  |                                               |
|  | القضاعة ملساء الشعر (Lutrogale perspicillata) |
|  |                                               |

تنتمي القُضاعة العملاقة إلى فصيلة العرسيات وأسرة القُضاعات، وهي الممثل الوحيد لجنس جناحية الذيل (باللاتينية: Pteronura). يعترف المرجع العالمي لأنواع الثدييات بسلالتين من هذا النوع فقط، هما: السلالة البرازيلية (P. b. brasiliensis) والسلالة الپراغوانية (P. b. paraguensis). كان للوصف العلمي الخاطئ لهذه الحيوانات أثر بارز في توليد عدّة أسماء علمية أخرى لهاتين السلالتين تعتبر اليوم مترادفة، فعلى سبيل المثال يُشار إلى السلالة الپراغوانية باسم P. b. paranensis في أحيان كثيرة. تنتشر السلالة البرازيلية في القسم الشمالي من موطن النوع، بما فيه نهرا أورينوكو والأمازون والأنهر الغويانية؛ أما السلالة الپراغوانية فيقترح الخبراء أنها تنتشر في الپاراغواي، والأوروغواي، وجنوب البرازيل، وشمال الأرجنتين، على الرغم من احتمال انقراضها في البلدان الثلاثة الأخيرة. ويشير الاتحاد العالمي للحفاظ على الطبيعة (IUCN) إلى أن وجود القُضاعات العملاقة في الأرجنتين والأوروغواي غير مؤكد، بعد أن أظهرت الأبحاث وجود جمهرات قليلة الأفراد مبعثرة الانتشار في الدولة الأولى. يُفترض أن السلالة الپراغوانية أصغر حجمًا وأكثر حبًا للتجمع من نظيرتها البرازيلية، وأن عدد أسنانها وشكل جمجمتها يختلف كذلك الأمر. رفض بعض العلماء سنة 1997 تقسيم السلالات هذا، قائلين أن التصنيف لم يتم التحقق من صحته إلا مرة واحدة فقط، في عام 1968، وأن العينة الپراغوانية التي فُحصت حينها كانت شديدة الشبه بل والتماثل مع عينة من السلالة البرازيلية كُشف عليها سابقًا. تقول عالمة الأحياء «نيكول دوپليه» أن صحة هذا التصنيف مشكوك فيها.

### التطوّر

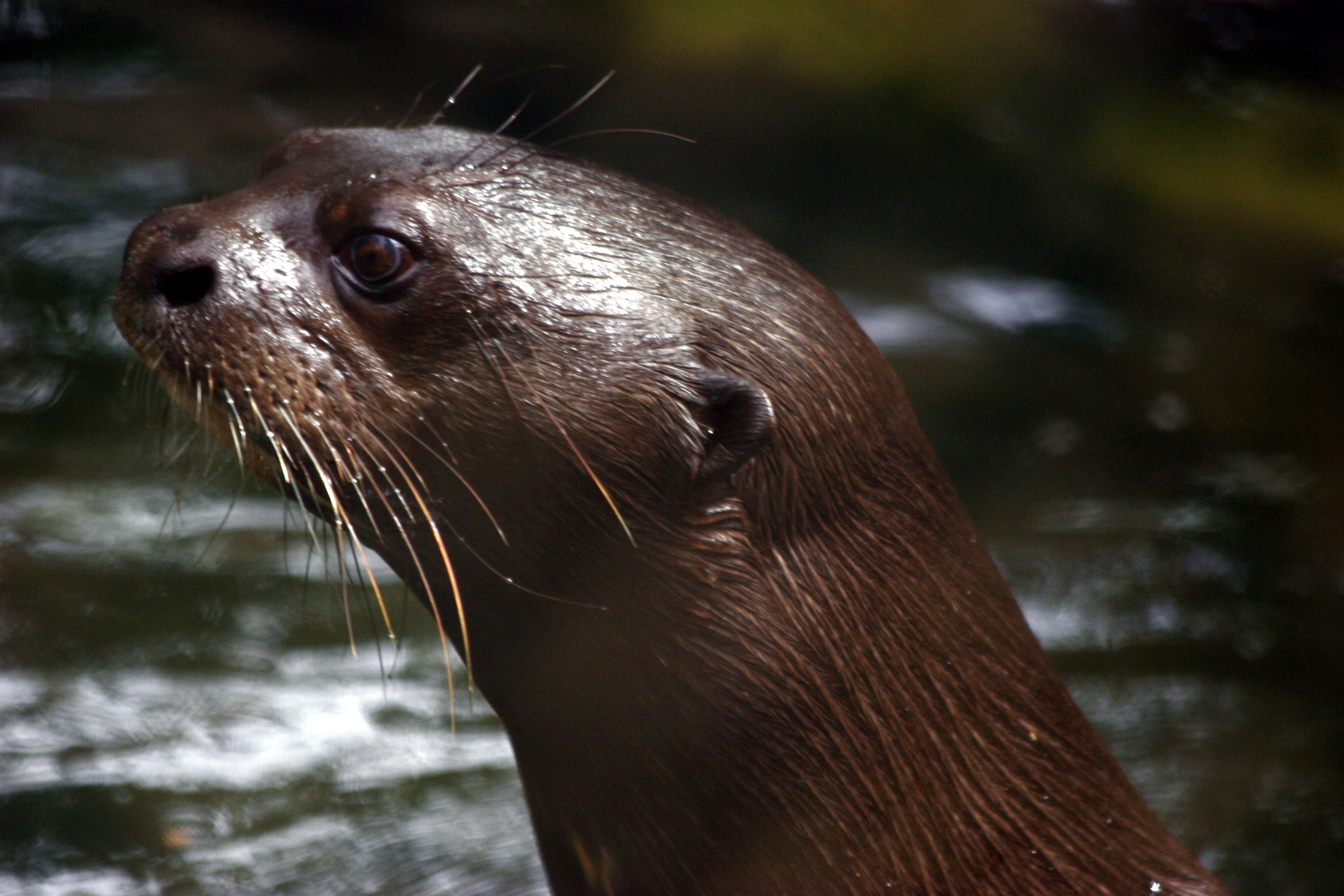
رأس قُضاعة عملاقة أسيرة في متحف إميليو گولدي الپارانوي، وهو مؤسسة مخصصة للأبحاث العلمية.

يُعتقد أن أحد أجناس القُضاعات المنقرضة، وهو جنس Satherium يُشكل السلف المباشر للقُضاعات العملاقة، وأنها هاجرت إلى العالم الجديد خلال العصر الحديث القريب أو خلال أوائل العصر الحديث الأقرب. تتشارك القُضاعة العملاقة أنهر وبحيرات أمريكا الجنوبية مع ثلاثة أنواع من أصل أربعة تنتمي إلى جنس قُضاعات العالم الجديد (باللاتينية: Lontra) وهي: القُضاعة النهرية للإقليم المداري الجديد، والقُضاعة النهرية الجنوبية، والقُضاعة البحرية. ويبدو أن هذا النوع من القُضاعات تطوّر بشكل منفصل عن باقي أنواع القُضاعات الأمريكية الجنوبية على الرغم من تقاطع موطنها. يُحتمل أن تكون القُضاعة ناعمة الفراء (Lutrogale perspicillata) الآسيوية أقرب الأنواع إلى العملاقة، حيث تمّ توثيق سلوك مشابه لسلوكها، وأصوات مشابهة أيضًا، كما تبيّن تماثل شكل جمجمتيهما. يُظهر كلا النوعين ارتباطًا وثيقًا بين الزوجين، ومشاركة في تربية الجراء كذلك الأمر.
أظهرت تحاليل وراثية عرقية في سنة 1998 أن القُضاعة العملاقة هي الأكثر تميزًا واختلافًا بين القُضاعات من الناحية الوراثية، وأنها تثشكل فرعًا حيويًا انفصل عن باقي الأنواع منذ ما يُقارب 10 إلى 14 مليون سنة. وقد اقترح العلماء أن يكون هذا النوع أوّل من انفصل عن النوع الأم الذي تفرّعت منه باقي القُضاعات، وذلك قبل نشوء أنواع أخرى من العرسيات حتى، مثل القاقم وابن عرس المنتن والمنك. وفي عام 2004 أجريت بعض التحاليل على سلسلة الحمض النووي للقُضاعات العملاقة، فتبيّن أنها انفصلت عن باقي الأنواع خلال فترة تختلف عمّا كان يُعتقد، وبالتحديد منذ مابين 5 و11 مليون سنة. وبناءً على هذه المعلومات الجديدة، أخذ العلماء يضعون هذه الحيوانات على الفرع الثاني من شجرة المحتد، بعد جنس قُضاعات العالم الجديد مباشرةً، على الرغم من أن انفصال الجنسين عن النوع الأم تقاطع في وقت من الأوقات.

## السلوك والخواص الأحيائية
القُضاعات العملاقة حيوانات ضخمة اجتماعية ونهارية النشاط. وصف الرحّآلة الأوروبيين الأوائل هذه الحيوانات بأنها تعيش في مجاميع صاخبة كانت تحيط بقوارب المستكشفين أثناء ملاحتهم في الأنهار، إلا أن أية معلومات علمية عنها لم تتوافر حتى عقد السبعينيات من القرن العشرين. ومنذ ذلك الحين ازدادت الدراسات الهادفة إلى معرفة سلوك هذه الكائنات وخواصها الأحيائية لحمايتها من الانقراض.

### الخصائص الجسدية

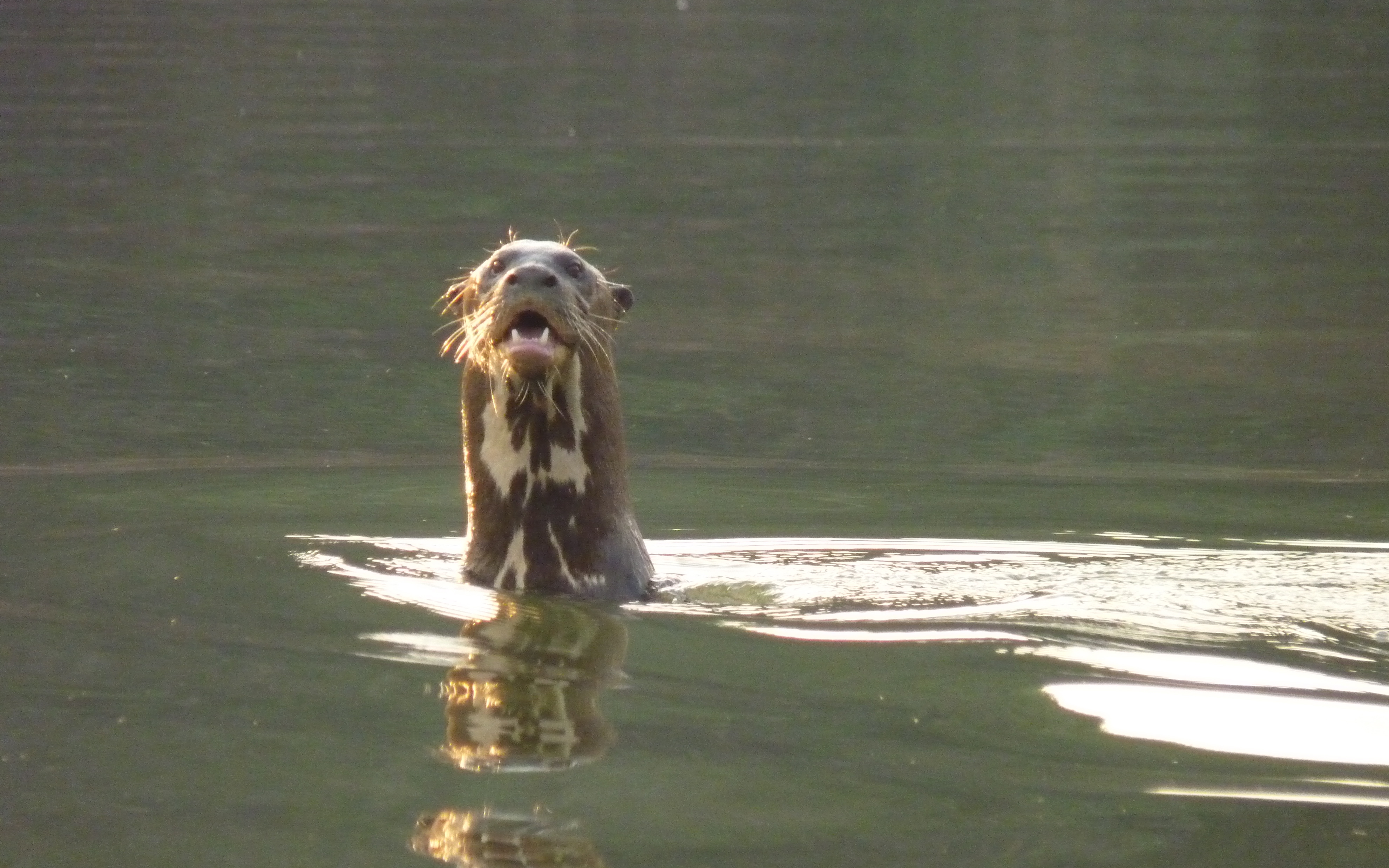
قضاعة عملاقة تُظهر السلوك "الپريسكوپي" أو "المنظاري"، لاحظ العلامات الحلقية المميزة لها.

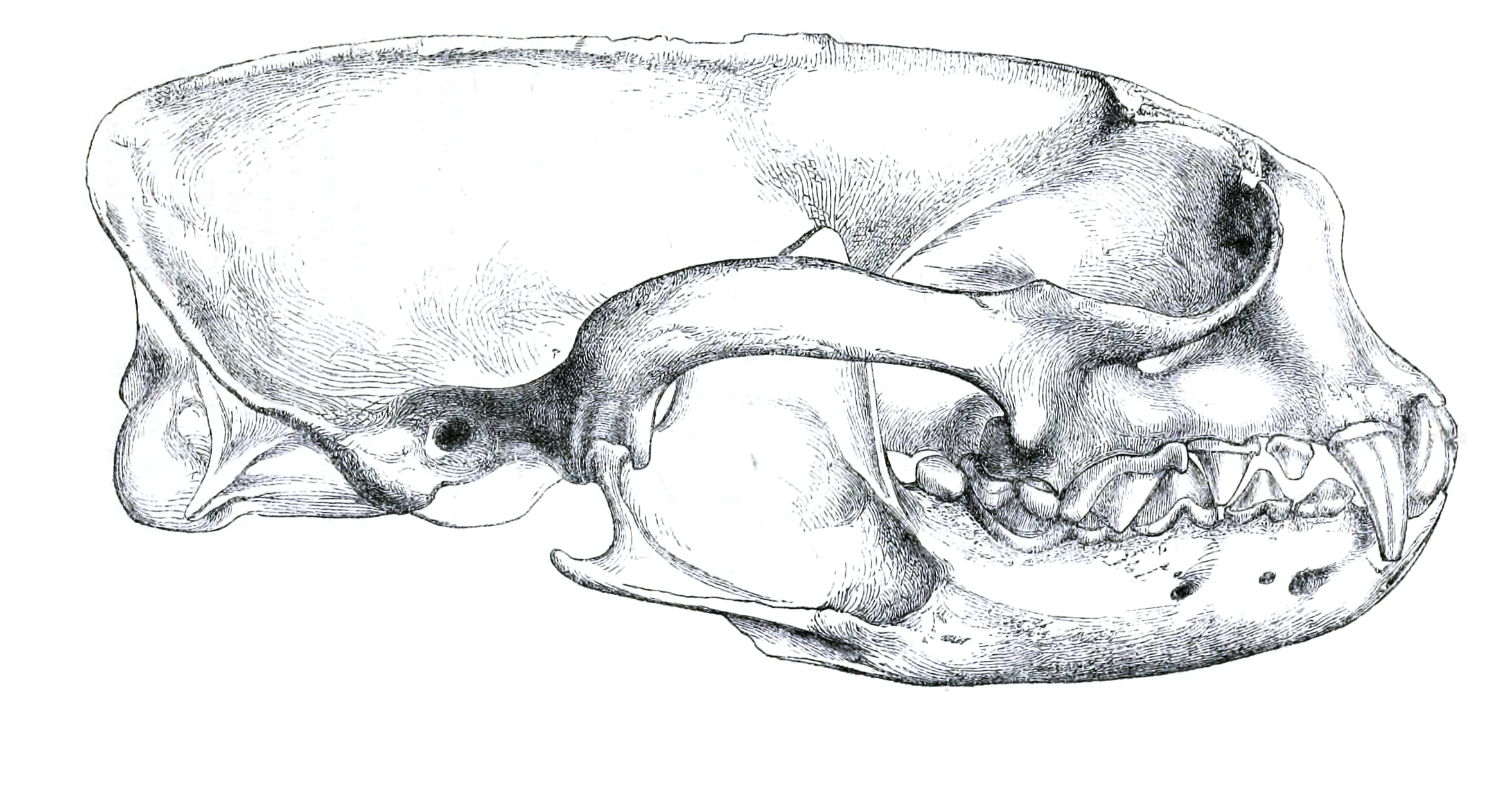
رسم لجمجمة قُضاعة عملاقة لاحظ شكلها الكروي والقصير، الأمر الذي يجعل من عضّتها عضة فائقة القوة.

يمكن تمييز القُضاعة العملاقة عن غيرها من الأنواع بسهولة فائقة، وذلك بسبب هيئتها الخارجية وسلوكها المختلف. فهي أطول العرسيات جسدًا، لكنها ليست أثقلها، إذ تتفوق عليها قُضاعة البحر في هذا المجال. يتراوح طول الذكور من الرأس إلى الذيل بين 1.5 و1.7 أمتار (بين 4.9 و 5.6 أقدام)، والإناث بين 1 و1.5 أمتار (بين 3.3 و 4.9 أقدام). أما الذيل فيصل طوله إلى 70 سنتيمترًا (28 إنشًا). أشارت التقارير الأولى المبنية على مشاهدات عينية لأفراد برية وجلود مسلوخة إلى وجود ذكور فائقة الضخامة يصل طولها إلى 2.4 أمتار (7.9 أقدام)؛ ويُعتقد أن الصيد المُكثّف أدّى إلى تراجع أعداد تلك الأفراد الكبيرة بشكل مأساوي. يتراوح وزن الذكور بين 26 و 32 كيلوغرامًا (بين 57 و71 رطلاً)، والإناث بين 22 و 26 كيلوغرام (بين 49 و 57 رطلاً). تمتلك القضَاعات العملاقة أقصر فراء بالمقارنة مع باقي أنواع القُضاعات، وهي ذات لون بني داكن أو «شوكلاتي» في العادة، لكن يمكن العثور على أفراد ذات فراء محمر أو أشقر، كما يبدو الفرد منها أسودًا عندما يكون مبتلاً. وفراء هذه الحيوانات كثيف للغاية لدرجة أن المياه لا تنفذ عبره إلى الجلد، فالشعيرات العازلة تحبس الماء وتبقي طبقة الفراء الداخلية جافة، ويصل طول هذه الشعيرات إلى 8 مليمترات (ثلث الإنش)، وبذلك فهي تكون أطول بحوالي ضعف شعيرات الفراء الداخلي. وملمس فراء القضَاعات العملاقة مخملي، لهذا تعرّضت تلك الكائنات لملاحقة تجّار الفرو بلا هوادة، الأمر الذي أدّى إلى تناقص أعدادها. يمتلك كل فرد علامات بيضاء أو قشدية مميزة على حلقه، وهي تميزه عن غيره من أفراد المجموعة منذ الولادة، وتستخدم القُضاعات هذه العلامات حتى تتعرف على بعضها البعض، فعندما تلتقي تشرع في سلوك يُطلق عليه اسم السلوك «الپريسكوپي» أو «المنظاري»، فتعرض حلوقها والأقسام العلوية من صدورها لبعضها، حتى يتعرف كل منها على الآخر.
تتميز خطوم القُضاعات العملاقة بقصرها وميلانها، مما يُعطي رأس الحيوان شكلاً كرويًا. أما الأذنين فصغيرتين ومستديرتين، و الأنف مغطى كليًا بالفراء، ولا يظهر منه إلا الفتحتين وهما عبارة عن شقين طويلين. تمتلك القُضاعات العملاقة شوارب شديدة الحساسية تسمح للحيوان بأن يتبين التغييرات في ضغط المياه والتيارات، الأمر الذي يساعده على تحديد موقع طريدته. وقوائمها قصيرة وثخينة وتنتهي بأكفٍّ ذات وترات ومخالب حادة. تستطيع هذه الحيوانات أن تغلق أذنيها وأنفها عندما تكون غائصة، الأمر الذي يظهر مدى تأقلمها مع الحياة المائية.
كانت المراقبة الميدانية الأولية قد أظهرت أن هذه الحيوانات تصطاد بالاعتماد على بصرها، وذلك قبل أن تؤكد الدراسات العملية هذا الأمر، وقد تبين من خلال المراقبات أنها تحدد موقع طريدتها من على سطح الماء، وأنها قادرة على تحديد موقع المراقبين من البشر من على بعد كبير. يقول الخبراء أن كون هذه القُضاعات نهارية النشاط يقوّي من احتمالية كون بصرها حاد ليساعدها على الصيد وتحديد موقع الضواري، على العكس من باقي أنواع القُضاعات ذات البصر العادي و الحسري بعض الشيء، سواء على البر أو تحت الماء. بالإضافة إلى بصرها الحاد، تمتلك القُضاعات العملاقة حاسة شم قوية وسمع دقيق.

### الأصوات
القُضاعات العملاقة حيوانات صاخبة للغاية، قادرة على إصدار مجموعة متنوعة ومعقدة من الأصوات، وهي على العكس من باقي القُضاعات التي تصدر أصواتًا صدائية فحسب، تنبح وتعوي وتصدر حوالي 9 أصوات مميزة كما لاحظ العلماء. يُشير النباح السريع أو الشخير المتفجر أن شيئًا ما استقطب انتباه الحيوان أو أنه حدد موقع خطر محدق، كذلك. تستخدم القُضاعات العملاقة صرخة متذبذبة عندما تتظاهر بالهجوم على أحد الدخلاء إلى حوزها، كما تزمجر زمجرة منخفضة لإظهار عدائيتها ولإنذار العدو. تُصدر أفراد المجموعة دندنات، وتهدل، عندما تحاول طمئنة بعضها، كما تصفر للإشارة إلى عدم عدائيتها تجاه مجموعة أخرى تعبر بالقرب منها، على أن الدليل الداعم لصحة هذا التصرف الأخير نادر. تصدر الجراء حديثة الولادة صريرًا لتستقطب الانتباه، بينما تقدم الجراء الأكبر سنًا على الأنين والنحيب عندما تبدأ بالمشاركة في نشاطات المجموعة.

### البنية الاجتماعية

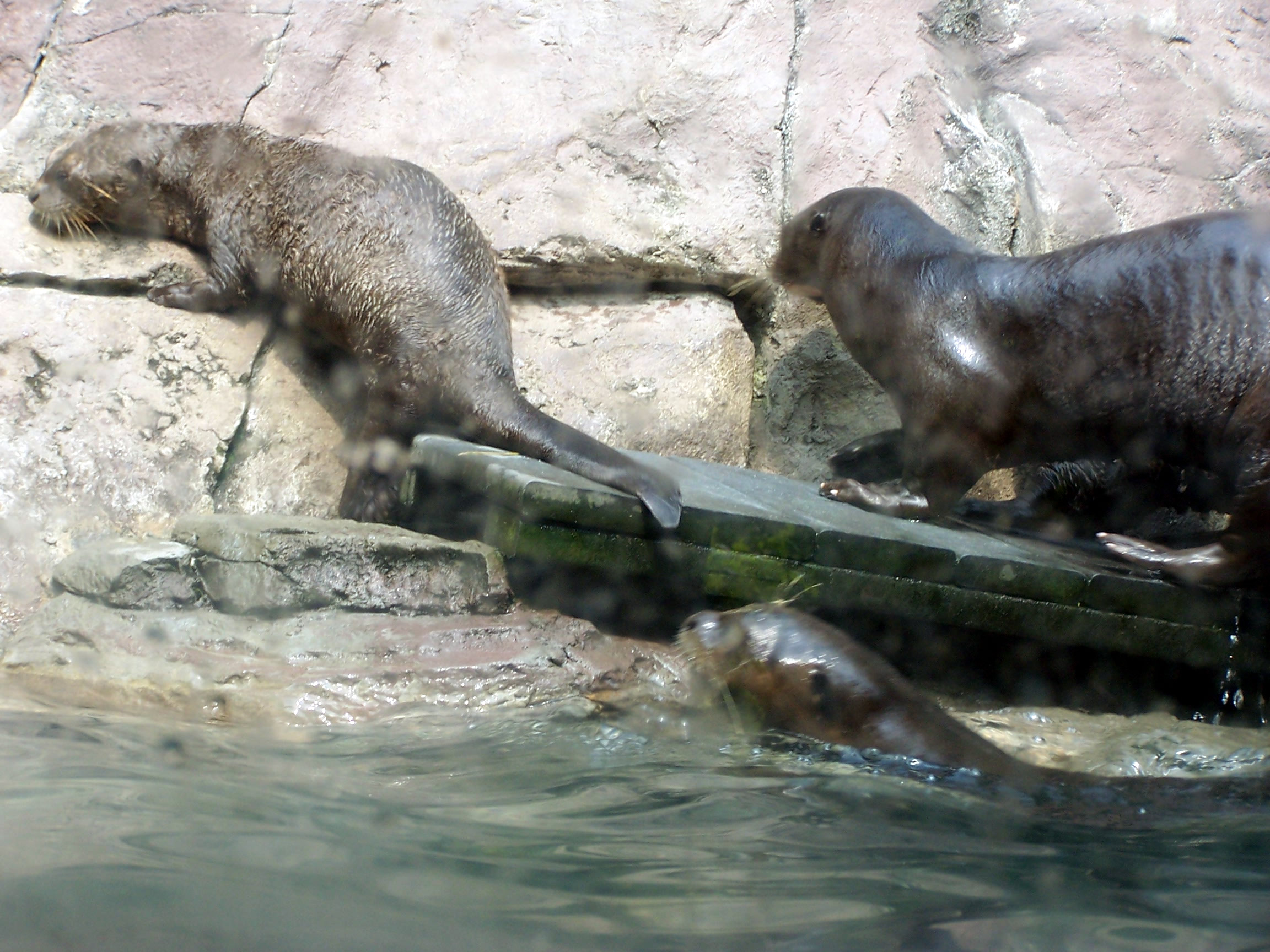
قضّاعتان عملاقتان تغادران بركة سويًا في حديقة حيوانات فيلادلفيا. تُعتبر هذه الحيوانات أكثر القُضاعات حبًا للاجتماع، على العكس من معظم أنواع العرسيات.

القُضاعات العملاقة حيوانات اجتماعية للغاية تعيش في مجاميع عائلية مكونة من عدّة أفراد. يتراوح عدد أفراد الجماعة بين اثنين و 20 فردًا، وفي العادة يتراوح بين 3 و 8 أفراد، ويقول الخبراء أن المجموعات الأكبر حجمًا قد تكون في الواقع مجموعتين تقتاتان سويًا. ومجموعات القُضاعات العملاقة شديدة التلاحم، فالأفراد كلها تنام وتلهو وتتنقل وتقتات سويًا.
يتشارك أفراد الجماعة في أداء المهام اللازمة لضمان استمرار حياة الأسرة كلها المتمحورة حول الزوجان المهيمنان. والقُضاعات العملاقة حيوانات مناطقية، أي أنها تسيطر على حوز معين وتدافع عنه ضد أي دخيل من نفس النوع، وتعلّم أفراد المجموعة حدود حوزها باستخدام البراز أو الإفرازات الغددية، أو بالأصوات. ولم يُوثق خلع أي من الزوجان المهيمان وحلول آخر مكان أحدهما إلا مرة واحدة، حين خلع أحد الذكور الدخلاء الذكر المسيطر وحلّ بدلاً منه على رأس الجماعة، أما كيفية حصول الاستبدال وانتقال السلطة فغير معروفة. يقترح بعض العلماء تقسيم القُضاعات العملاقة إلى أفراد مقيمة تعيش في حوز خاص بها ضمن مجموعة، وأخرى مرتحلة تعيش وحيدة، ويظهر بأن هذا التقسيم صحيح وأن حياة هذه الحيوانات مبنية على هذا الأساس. تقترح إحدى النظريات أن السبب وراء تحوّل العرسيات إلى الحياة الجماعية هو وفرة الطرائد في موقع معين بذاته وتبعثرها في باقي المناطق، فتتجمع الحيوانات بالتالي حيث تعثر على الفرائس الأوفر وتتضر للتعاون حتى تستغلها بأفضل الوسائل المملكة.
تم توثيق عدّة مواجهات عدائية بين المجموعات المختلفة للقُضاعات العملاقة، ويظهر بأن جميع أفراد الجماعة الواحدة تدافع عن حوزها ضد الجماعة المعتدية، فتقوم الذكور البالغة بقيادة الهجوم غالبًا، بينما تتولى الإناث الحراسة، كما أفادت بعض التقارير. وُثقت إحدى المواجهات مباشرةً في سبخات الپنتنال البرازيلية، حيث قامت ثلاثة قُضاعات بمهاجمة آخر وحيد وقاتلته قتالاً عنيفًا بالقرب من حدود حوزها. وفي إحدى أنهر البرازيل عُثر على جيفة عليها آثار اعتداء واضحة جدًا، بما فيها آثار عض على الخطم و الأعضاء التناسلية، وهذا النمط من الهجوم شبيه جدًا بالأنماط العدائية عند الأفراد الأسيرة من هذا النوع. يُشير العلماء إلى أن العدائية بين الأنواع المختلفة من الضواري أمرٌ مألوف عند تلك الضخمة منها، أما عند القُضاعات فهو أمر نادر، ويربط بعض العلماء هذه الندرة بأسلوب الحياة الاجتماعي عند هذه الحيوانات، ويقولون أنه قليل الحدوث حتى عند القُضاعات العملاقة التي تعتبر أكثر عدائية في العادة من باقي الأنواع، فالمجموعات غالبًا ما تتجنب القتال ولا تحبذه. وهي مسالمة في حياتها داخل المجموعة ولا تظهر الأفراد الأعلى رتبة هيمنة قاسية على تلك الأدنى منها رتبةً، بل يتعاون الجميع لما فيه مصلحة الجماعة.

### التناسل ودورة الحياة

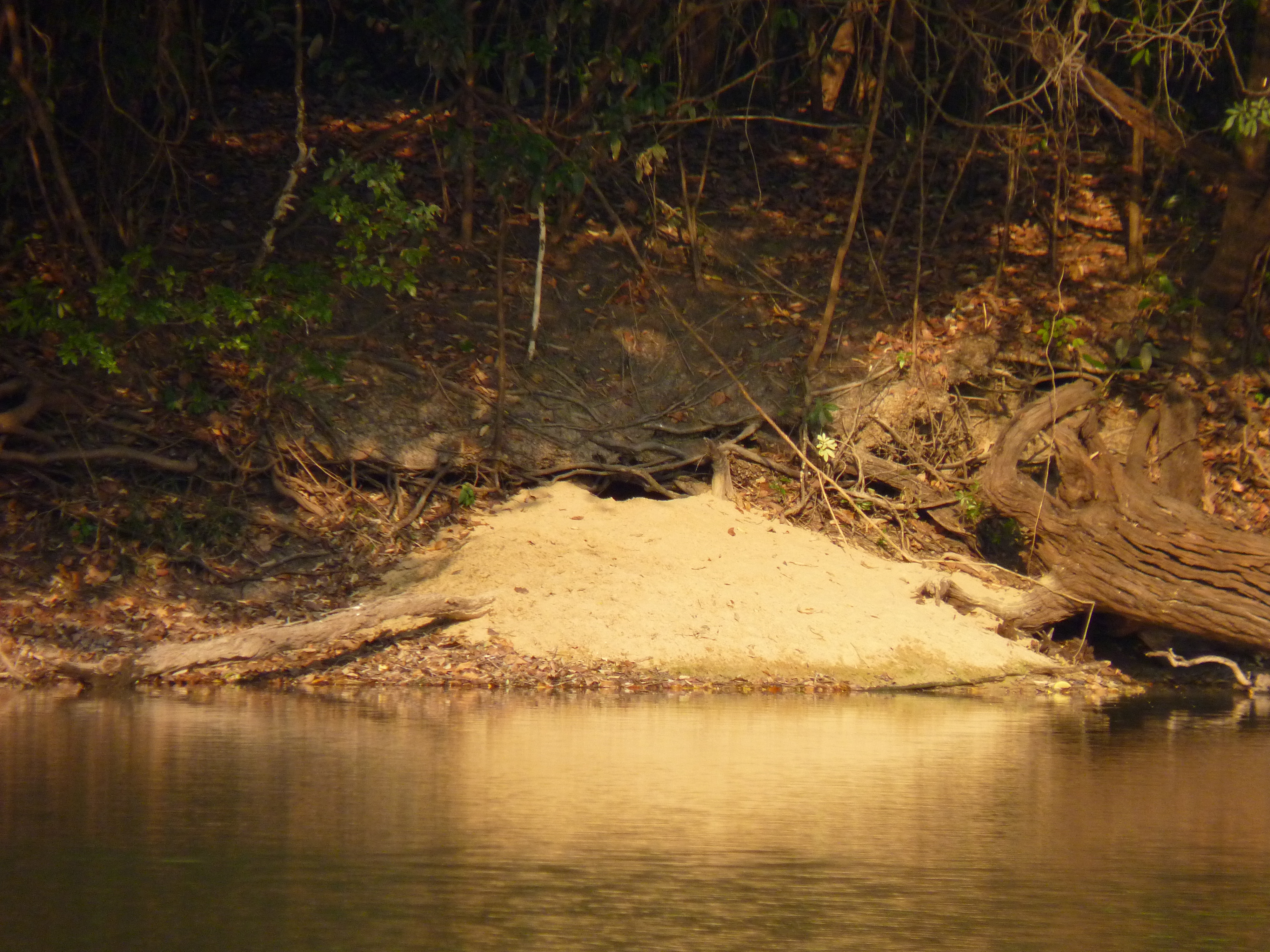
جحر قُضاعة عملاقة محفور على ضفة بحيرة في منتزه ولاية كنتاو. يثشير الرمل الأبيض حديث الحفر إلى حصول نشاط حديث حول الجحر.

تحفر القُضاعات العملاقة جحورها على ضفاف الأنهار، وهي غالبًا ما تكون متعددة المداخل والحجرات الداخلية، وتضع الأنثى بطنها داخل إحدى تلك الحجرات خلال موسم الجفاف. لاحظ العلماء أن القُضاعات العملاقة في منتزه ولاية كانتاو تقدم على حفر جحورها على ضفاف البحيرات النيرية خلال شهر يوليو، أي خلال الفترة عندما يكون منسوب الماء منخفضًا، وهي تضع صغارها خلال الفترة الممتدة بين شهريّ أغسطس وسبتمبر، وتخرج الجراء من الجحر للمرة الأولى خلال شهر أكتوبر أو نوڤمبر، أي عندما تكون منسوبات المياه في أخفض مستوياتها، وحين يبلغ تجمّع الأسماك في البحيرات والأقنية المتقلصة ذروته، مما يُسهل الصيد على الأبوين ويسمح للصغار أن تتعلم بسهولة. يتعاون جميع أفراد المجموعة، بما فيه تلك البالغة غير المتناسلة، والتي غالبًا ما تكون شقيقة الجراء الأكبر سنًا، على صيد ما يكفي من الأسماك لإطعام الصغار.

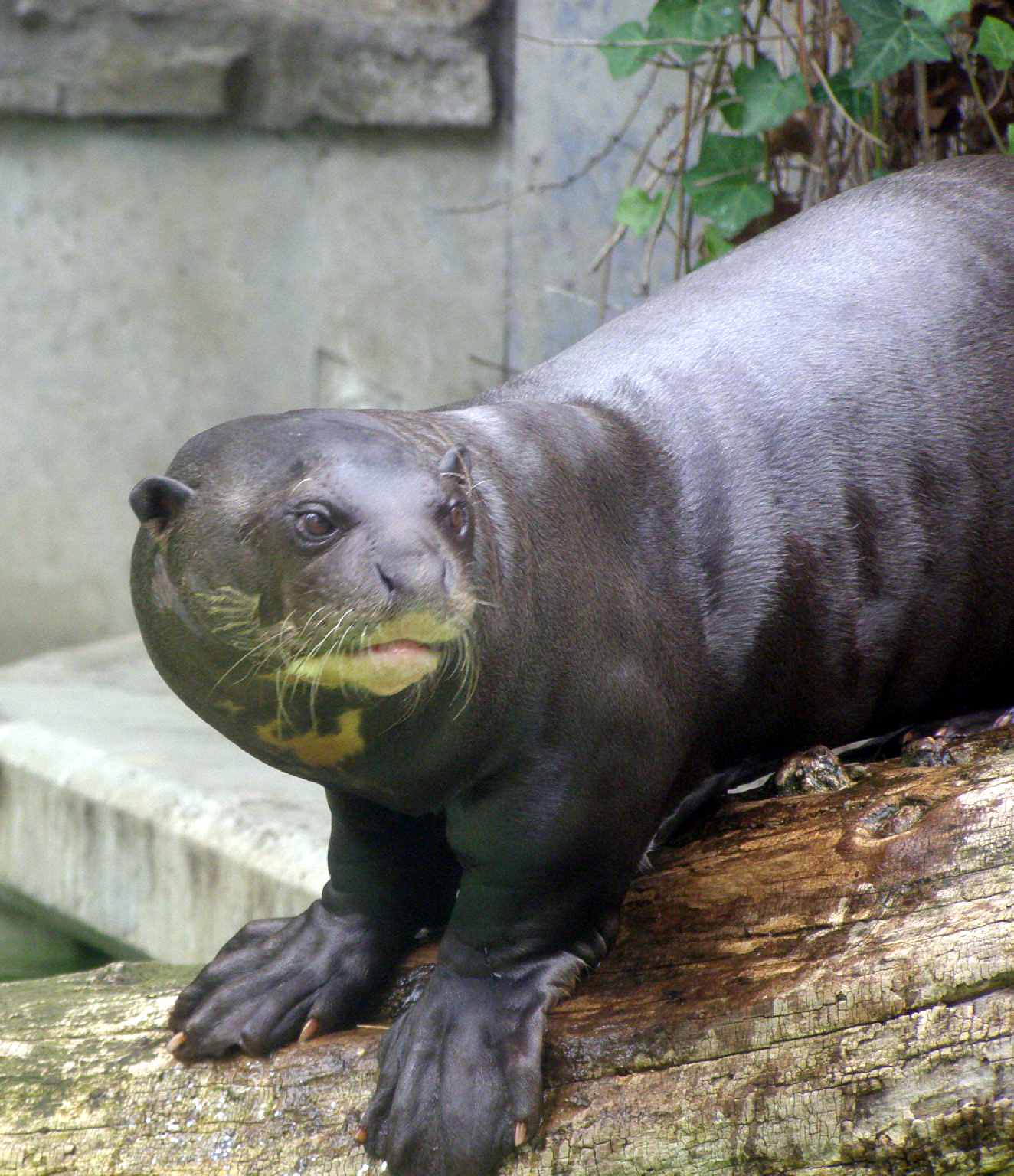
قُضاعة عملاقة أسيرة. ساهمت الأفراد الأسيرة من هذا النوع في فهم العلماء لسلوك هذا النوع وعادات تناسله ودورة حياته.

إن المعلومات حول عادات التناسل ودورة حياة القُضاعات العملاقة نادرة للغاية، وجلّ ما يعرفه العلماء حصلوا عليه من مراقبة بعض الأفراد الأسيرة. يظهر بأن الإناث لا تتقيد بموسم تناسل معين، بل تتناسل طيلة السنة، غير أن ذروة الولادات في البرية هي في موسم الجفاف. تدوم الدورة النزوية مدة 21 يومًا، وتكون الإناث متقبلة للجماع مابين ثلاث و10 أيام. أظهرت دراسة بعض القُضاعات الأسيرة أن الذكور هي من يشرع بالتودد، وفي حديقة حيوانات هاگنبك بألمانيا، لوحظ أن زوجان قديما الارتباط غالبًا ما كانا يتجامعان في الماء. تدوم فترة الحمل بين 65 و 70 يومًا، تضع الأنثى بعده بطنًا يتراوح عدد أفراده بين جرو واحد وخمسة جراء، ومعدله جروين. أشارت دراسة أجريت على زوجان من هذه الحيوانات في حديقة حيوانات كالي بكمبوديا أن معدّل الفترة الفاصلة بين الحمل والآخر يتراوح بين 6 و7 أشهر، ويُمكن أن يقصر حتى يصل 77 يومًا بحال لم ينجُ أي من جراء البطن السابق. كما اقترحت دراسات أخرى أن الفترة الفاصلة بين الحمل والآخر تتراوح بين 21 و 33 شهرًا في البريّة.
تولد الجراء عمياء مكسوة بالفراء، وتعتني بها الأم خلال أيام حياتها الأولى، ويُشارك الذكر شريكته في تربية الصغار، وكذلك تفعل الجراء الأكبر سنًا، على أنها قد تغادر المجموعة مؤقتًا خلال الأسابيع القليلة التي تلي الوضع. تفتح الجراء عيونها بعد أربعة أسابيع من الولادة، وتبدأ بالمشي عندما تبلغ أسبوعها الخامس، وتصبح قادرة على السباحة بعد أن تبلغ 12 أو 14 أسبوعًا. تُفطم الصغار عندما تبلغ شهرها التاسع، وسرعان ما تبدأ بتعلم الصيد بعد ذلك. تصل القُضاعات العملاقة إلى مرحلة النضج الجنسي في عامها الثاني، وتغادر مجموعتها الأبوية نهائيًا عندها، أو بعد سنة منها، وتبحث عن حوز خاص بها وشريك لحياتها، حتى تؤسس معه جماعة جديدة.
تصبح القُضاعات العملاقة شديدة الحساسية تجاه أي نشاط بشري عندما تربي صغارها، فلم يسبق لأي حديقة حيوانات أو مؤسسة لإكثار الحياة البرية أن نجحت في تربية جراء من هذا النوع إلا بعد أن منحت الأبوين ما يكفي من الخصوصية. يؤدي التربص البشري بهذه الحيوانات أثناء فترة عنايتها بالصغار إلى إهمالها لها، أو معاملتها بخشونة، أو قتلها حتى، وإلى تراجع كمية إفراز الحليب عند الأم. اقترح بعض العلماء أن هذا الأمر قد يحصل في البرية أيضًا بحال تعرضت القُضاعات لمضايقة السوّاح، إلاّ أن هذا لم يؤكد بعد. يُقابل هذه الحساسية المفرطة حمائية شديدة تجاه الجراء، فجميع أفراد المجموعة تدافع بشراسة عن الصغار ضد أي دخيل على حوزها، بما فيه القوارب ولو كان البشر يركبونها.
أطول أمد حياة لقُضاعة عملاقة برية تم توثيقه وصل إلى 8 سنوات، أما في الأسر فإن هذا المعدل قد يرتفع ليصل إلى 17 سنة، وبعض التقارير غير الموثقة تشير إلى 19 سنة. وهذه الحيوانات عرضة للكثير من الأمراض مثل پارڤو الكلاب، و الطفيليات مثل يرقات الذباب وطائفة واسعة من ديدان الأمعاء. من أسباب النفوق قبل الحين المألوفة عند القُضاعات العملاقة: الالتهاب المعدي المعوي، والقتل على يد بني الجنس، والصرع.

### الصيد والغذاء

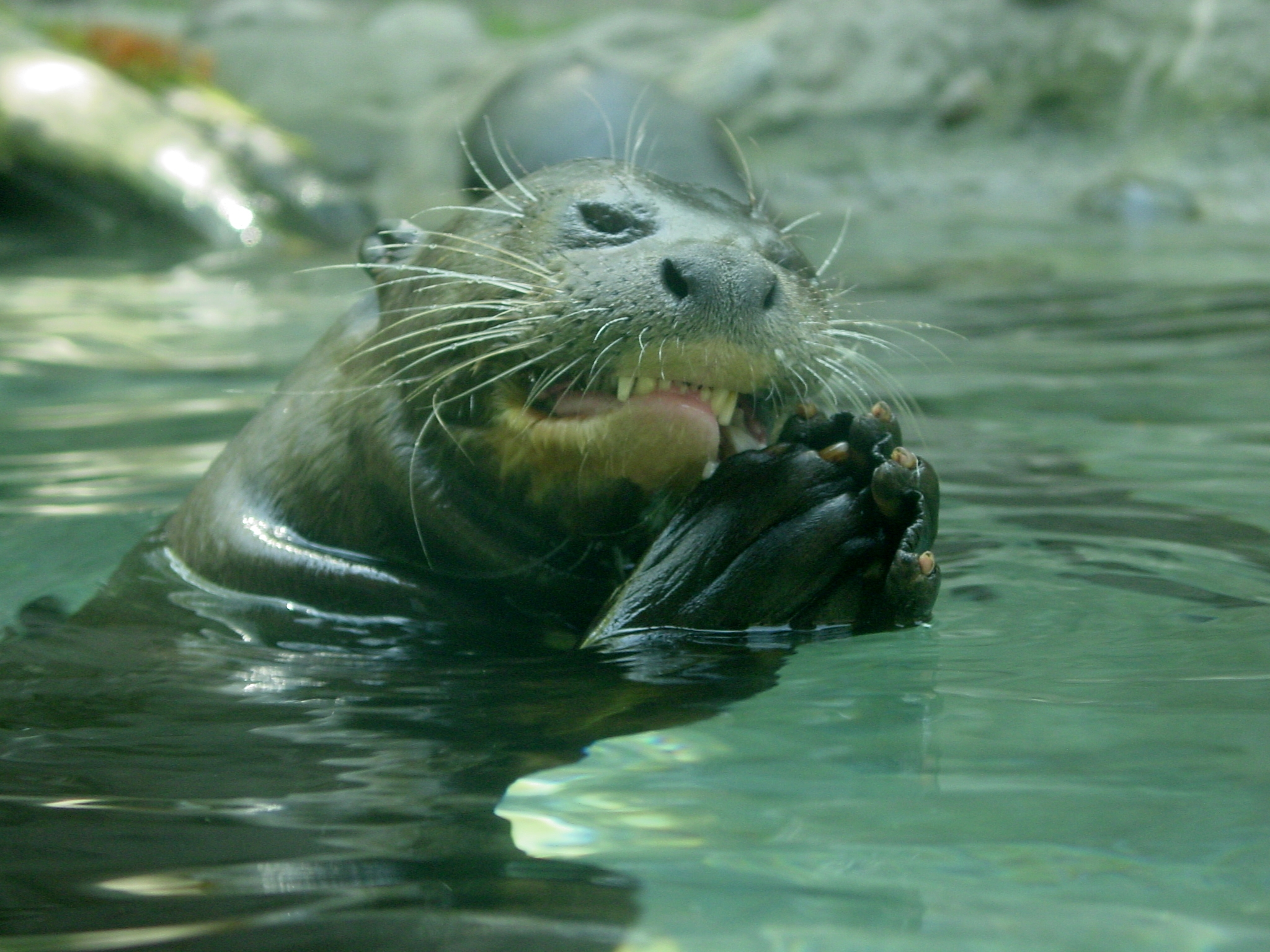
قُضاعة عملاقة أسيرة تقتات. لاحظ كيف تُمسك بغذائها بين قائمتيها الأماميتين وتقتات عليها ابتداءً بالرأس.

القُضاعات العملاقة مفترسات فوقيّة، أي أنها تقبع على قمة السلسلة الغذائية في نظامها البيئي، ولا يوجد مفترس آخر يقدر عليها، ويُلاحظ أن وضع جمهراتها يعكس مدى صحة أو سقم النظام البيئي النهري الذي تقطنه. تقتات هذه الحيوانات على الأسماك بشكل رئيسي، بما فيها البلطيات، وشعاعيات الزعانف (مثل الضارية أو الپيرانة)، والسلّوريات. أظهرت إحدى الدراسات التي أجريت طيلة سنة كاملة في أدغال الأمازون البرازيلة، على براز القُضاعات العملاقة، وجود بقايا أسماك في جميع العينات التي تم تجميعها. وقد وُجدت بقايا الأسماك من رتبة الفرخيات وبالأخص البُلطيات في حوالي 97% من عينات البراز، فيما وُجدت بقايا شعاعيات الزعانف في 86% من العينات. ومن المُلاحظ أن هذه الأسماك من الأنواع متوسطة الحجم التي تُفضل العيش في المياه الضحلة نسبيًا، الأمر الذي يصب في مصلحة القُضاعة العملاقة حادة البصر، كذلك فإن هذه الأسماك غالبًا ما تبقى قابعة مكانها ولا تسبح في العادة إلا لمسافات قصيرة، مما يُسهّل صيدها. يظهر بأن القُضاعات العملاقة حيوانات انتهازية تُقدم على صيد ما هو متوفر من الأسماك ولا تسعى وراء نوع بذاته، وبحال كانت الأسماك شحيحة فإنها ستقتات على السرطانات والأفاعي، وحتى فراخ الكيمن و ثعابين الأناكندة.
يمكن لهذه الحيوانات أن تصطاد منفردةً، أو في أزواج، أو في مجموعات، وهي تعتمد على حاسة بصرها القوية لتحديد موقع طريدتها. وفي بعض الأحيان يمكن أن يكون صيدها الجماعي قد وقع عن طريق الصدفة، إذ يُحتمل أن يكون بعض أفراد المجموعة يصطاد كل منها منفردًا وعلى مقربة من بعضها؛ أما الصيد التعاوني الفعلي فيقع عندما تكون الفريسة ضخمة أو صعبة المنال من قبل قُضاعة وحيدة، كما في حالة صيد الكيمن الأسود أو الأناكندة. يبدو أن القُضاعات العملاقة تُفضل افتراس الأسماك القابعة في قاع النهر أو في المياه الصافية، وهي تُطاردها مطاردةً سريعة وصاخبة، فتندفع وتلتف عبر المياه الضحلة، ونادرًا ما تخطئ هدفها. يمكن للقُضاعة العملاقة أن تهاجم طريدها من الأعلى أو الأسفل، وهي تلتوي في اللحظة الأخيرة لتمسك طريدها بفكها، وتلتهمها على الفور، فتحملها بكفيها وتقتات عليها بدءًا بالرأس. تبيّن من خلال دراسة القُضاعات الأسيرة أنها تستهلك من الغذاء ما نسبته حوالي 10% من وزنها يوميًا، أي 3 كيلوغرامات (7 أرطال).

## البيئة والسلوك

### الموطن الطبيعي
القضاعة العملاقة حيوان برمائي، على الرغم من أن كونه برياً في الأساس. تعيش القضاعة العملاقة في أنهار وجداول المياه العذبة، التي عادة ما تفيض موسمياً. ومن البيئات المائية الأخرى التي تقطنها ينابيع المياه العذبة، وبحيرات المياه العذبة الدائمة. توجد أربع أنواع رئيسية من النباتات في بيئات هذه الحيوانات، هي: غابة ضفة النهر العليا، والمستنقع المختلط الفيضي وغابة المستنقع العليا، وغابة المستنقع الدنيا الفيضية، وجزر العشب والمروج العائمة في المناطق المفتوحة من النهر. لاحظ الأحيائي دوبليكس عاملين أساسيَّين في اختيار هذه الحيوانات لبيئتها، هي وفرة الطعام فيه (وهو ما يبدو أنه مرتبط عادة بالمياه الضحلة)، والضفاف المنخفضة والمنحدرة (مع غطاء نباتي جيد، وسهولة الوصول إليها). ويبدو أن القضاعة العملاقة تفضل اختيار المياه النقية السوداء بقيعان صخرية أو رملية، أكثر من المياه البيضاء المالحة.

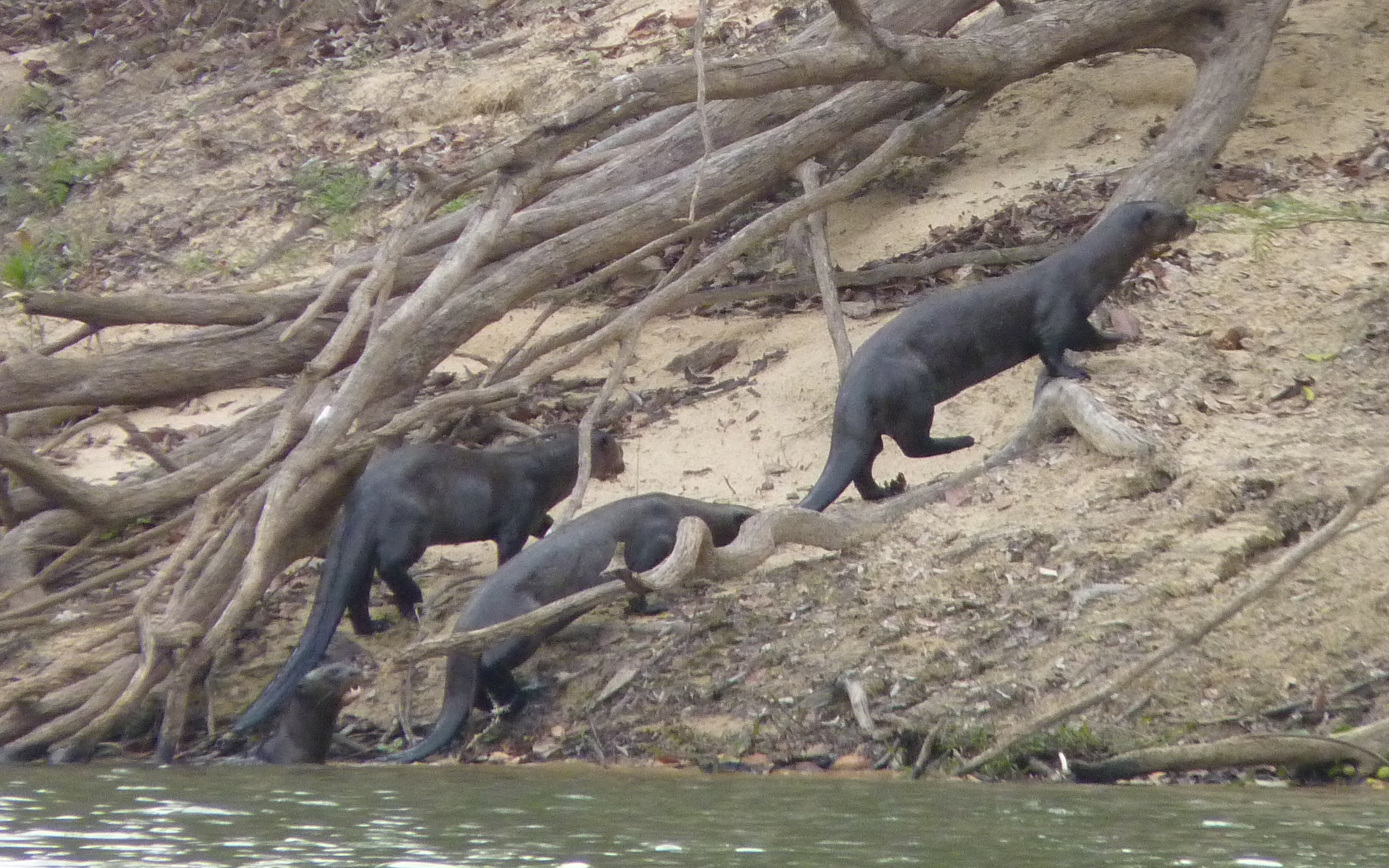
مجموعة مكونة من أربع قُضاعات عملاقة تخرج من الماء لتتفقد موقع تخييم على ضفة أحد الأنهر في منتزه ولاية كانتاو.

تستخدم المناطق المجاورة للنهر لبناء السدود والثكنات والمنشآت المختلفة. غير أن القضاعات العملاقة تزيل كميات ضخمة من النبتات لكي تبني هذه المنشآت، إذ يقدر حجم المساحات التي تقطعها هذه الحيوانات لتبني بيوتها بما قد يبلغ 28 متراً طولاً و15 متراً عرضاً من النباتات، تظل منطقتها معلمة برائحة الحيوان ومخلفاته. وقد وجد كارتر وروساس أن متوسط المساحات المزالة من النباتات يبلغ ثلث هذه الأرقام. تبنى الحمامات المشتركة بجوار السد، وتحفر لها عدة مداخل، وغالباً ما تكون تحت بقايا جذور أو شجرة ساقطة. وقد وثق أحد التقارير عدداً يتراوح من ثلاث إلى ثماني ثكنات، مُجمَّعة حول مناطق التغذية. ويمكن أن تترك القضاعة العملاقة ثكناتها في المناطق التي تفيض موسمياً خلال موسم الفيضان، وتتفرَّق في الغابات الفائضة بحثاً عن طرائد. قد تقطن القضاعة بشكل دائم في الأماكن التي تحبها، حتى ولو كانت على أرض عالية. وقد تكون هذه الأماكن واسعة كثيراً، فتشمل مخرجاً خلفياً إلى الغابات والمستنقعات، بعيداً عن المياه. وليس من الضرورة أن تزور القضاعة مثل هذه المواقع يومياً، لكن عادة ما ترتاد باستمرار، غالباً من قبل زوج من القضاعات في الصباح.
غالباً ما تجري البحوث العلمية حول هذه الكائنات خلال الموسم الجافّ، لذا فلا زال فهم استخدامها لبيئتها الطبيعية غير كامل. وقد وجدت بعض الدراسات التي أجريت لحجم المنطقة التي تتجول فيها القضاعات خلال موسم الجفاف، اعتمدت على ثلاث مجموعات من القضاعة في الإكوادور، أن مساحتها تبلغ 0.45 إلى 2.79 كيلومتر مربع. ويعتقد أن معايير اختيار البيئة التي ستقطنها القضاعة تختلف بشكل كبير جداً في موسم الأمطار، فتتراوح أحجام المناطق من 1.98 كيلومتر مربع وحتى 19.55 كيلومتراً مربعاً حسبما قدر لجماعات القضاعات العملاقة. وقد قدر بعض الباحثين المساحة بـ7 كيلومترات مربعة، ولاحظ أن هناك تناسباً عكسياً كبيراً الاجتماعية وحجم المنطقة، إذ أن القضاعات العملاقة شديدة الاجتماعية لديها مناطق أصغر مما قد يكون متوقعاً لنوع من حجمها. تتراوح كثافات هذه الحيوانات السكانية من 1.2 نسمة/كم2 الموثق في سورينام إلى 0.154 نسمة/كم2 الموثق في غيانا.

### المفترسات والمنافسين

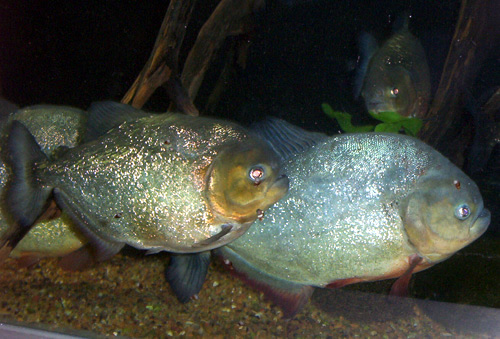
تُشكّل أسماك الضارية أو الپيرانة فرائس مغيرة للقُضاعة العملاقة، غير أنها قد تُشكّل خطرًا عليها بدورها، كما يقول بعض العلماء الذين يفترضون أنها تهاجم القُضاعات.

ليس هناك من أعداء طبيعية للقُضاعات العملاقة البالغة عدا الإنسان، غير أن بعض العلماء اقترح عدد من الضواري التي يُحتمل أن تفترس القُضاعات بين الحين والآخر، مثل: اليغور، والكوجر، وثعابين الأناكندة البالغة، وذلك استنادًا على ما أوردته بضعة تقارير قديمة وليس بناءً على مراقبة مباشرة. أما جراء القُضاعات فأكثر عرضة لخطر الافتراس، ويُحتمل أن تقع ضحية أنياب الكيمن الأسود وغيره من الضواري الكبيرة، إن حصل ولم تتنبه لها الأفراد البالغة، وهذا أمر يندر أن يحصل. يُعد الكيمن أبو نظارة أحد المفترسات المحتملة الأخرى لهذه الحيوانات، على الرغم من غياب الأدلة التي تدعم ذلك. بالإضافة إلى تلك المفترسات سالفة الذكر، تواجه القُضاعات العملاقة أخطارًا أخرى عندما تغطس في المياه، مثل الأنقليس الرعاد والشفنين اللادغ، كما أن أسماك الضارية أو الپيرانة قادرة على أن تقضم جلد القُضاعات وتسبب لها جروحًا، كما ظهر عند فحص بعض الأفراد البرية حيث تبين وجود عدّة ندوب على جسدها متلائمة مع أسنان تلك الأسماك. وعلى الرغم من أن القُضاعات العملاقة لا تتعرض لضغط الافتراس بشكل كبير بحسب الظاهر، إلا أنها تتعرض لمنافسة الضواري الأخرى على مصادر الغذاء، ومن أبرز تلك الضواري التي سُجل تفاعلها مع القُضاعات العملاقة: قُضاعة الإقليم المداري الجديد. تشير الأدلة المتوافرة إلى عدم وجود منافسة جديّة بين النوعين على مصادر الغذاء على الرغم من تقاطع موطنهما وموائلهما، فقُضاعة الإقليم المداري أصغر حجمًا بأشواط، وأقل صخبًا وحبًا للتجمع؛ وتصل في زنتها إلى ثلث وزن العملاقة، وهي أكثر عرضة للافتراس، وتنشط عند الغسق وفي الظلام، مما يُقلل من فرصة حصول أن نزاع مع القُضاعة العملاقة النهارية. كذلك فإن طريدتها أصغر حجمًا، وهي تفضل الصيد في أمواه تختلف عمقًا ونقاوةً عن تلك التي تفضلها أبناء عمومتها العملاقة، مما يُقلل من فرصة تفاعل النوعين مع بعضهما.
تشمل قائمة الأنواع الأخرى التي تقتات على نفس مصادر الغذاء كما القُضاعة العملاقة: الكيمن والأسماك الضخمة السمّاكة (آكلة السمك) بدورها، مثل الأنقليس الرعاد والسلّوريات الكبيرة. كذلك هناك نوعان من الدلافين النهرية قاطنة الأمازون هي التوكوكسي والبوتو التي يُحتمل أن تتنافس مع القُضاعات العملاقة على الأسماك، غير أن تقاطع موائل هذه الأنواع قلّما يحصل، وبالتالي فإن المنافسة بينها قد تكون ضئيلة للغاية.

## الحفاظ على النوع
صنّف الاتحاد العالمي للحفاظ على الطبيعة القُضاعات العملاقة في سنة 1999 على أنها مهددة بالانقراض بدرجة متوسطة؛ وكانت قد اعتبرت مهددة بدرجة دُنيا في جميع التصنيفات السابقة منذ عام 1982 عندما أخذت المعلومات المتعلقة بها تتوارد على العلماء. تُدرج هذه الحيوانات ضمن الملحق الأول لاتفاقية حظر الإتجار بالأنواع المهددة (CITES)، حيث يُعد الاتجار بالأفراد الحية منها أو بأعضائها فعلاً مُجرّمًا.

### المخاطر

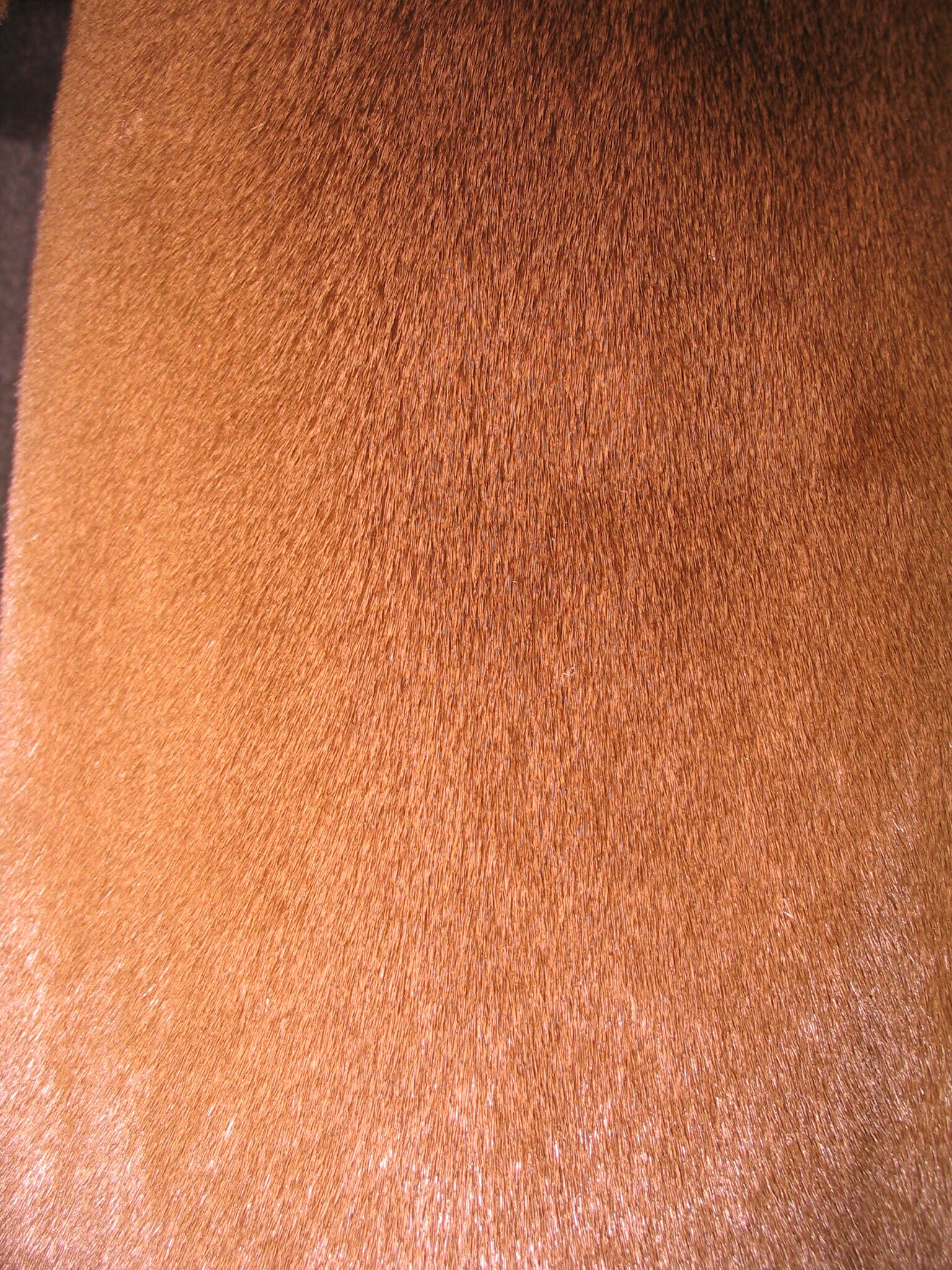
صورة مُقرّبة لفروة قُضاعة عملاقة. كان لجودة هذه الفراء وملمسها المخملي الأثر الأكبر في ملاحقة هذه الحيوانات وصيدها بلا هوادة.

تواجه هذه الحيوانات طائفة واسعة من التهديدات الخطيرة، لعلّ أبرزها هو القنص اللاشرعي. أظهرت الإحصاءات أنه بين عاميّ 1959 و1969 كانت غابات الأمازون البرازيلية وحدها تُصدّر ما بين 1,000 و3,000 فروة قضّاعيّة، فما كان من نتيجة ذلك إلا أن تراجعت أعداد القُضاعات بشكل كبير، حتى بلغت 12 فردًا فقط في عام 1971. ولم تتراجع حدّة الصيد إلاّ في عام 1973 عندما وُضعت بنود اتفاقية حظر الاتجار بالأنواع المهددة موضع التنفيذ، لكن الطلب على فراء هذه الحيوانات استمر قائمًا، ووصل سعر الفروة في السوق الأوروبية إلى 250 دولار أمريكي خلال عقد الثمانينيات من القرن العشرين. مما جعل هذا الخطر بالذات يتفاقم كان جرأة القُضاعات وفضوليتها وميلها للاقتراب من البشر وتفقدهم، كما لعبت عادتها في النشاط نهارًا دورًا آخرًا في تسهيل صيدها. كذلك فإن نضوجها المتأخر وبنية حياتها الاجتماعية المعقدة تجعل من الصيد عاملاً مدمرًا للنوع ككل.
بالإضافة لخطر الصيد، تعاني القُضاعات العملاقة حاليًا من تدمير موائلها الطبيعية وتآكلها، ويشير الخبراء إلى مدى خطورة هذا التهديد فيقولون أنه بحال استمراره فسوف تتراجع أعداد القُضاعات بنسبة 50% خلال السنوات العشرون التالية لعام 2004. وتعتبر الزيادة السكانيّة من أبرز أسباب تدمير موائل القُضاعات العملاقة، إذا يؤدي ارتفاع الكثافة السكانية إلى نزوح البشر إلى الأقاليم التي تحتلها الحياة البرية، وقطعهم لأشجارها واستصلاح أراضيها، الأمر الذي من شأنه أن يُضيق الخناق على الحيوانات ويشتت جمهراتها ويبعثرها. وفي حالة القُضاعات العملاقة فإن الأفراد شبه البالغة منها تكتشف أنه من المستحيل لها أن تنتقل لحوز جديد وتؤسس فيه مجموعة جديدة لعدم اتصال المواقع الملائمة مع بعضها. كذلك يلعب النشاط الصناعي البشري دور في التأثير على صحة جمهرات هذه الكائنات وعلى أعدادها، فالتحطيب المكثف غير المضبوط من شأنه أن يدمّر موئلها، والتنقيب عن الذهب يلوّث المياه والأسماك بالزئبق، وكذلك يفعل استخراج الوقود الأحفوري ومبيدات الآفات التي تتسرب إلى المياه الجوفية والأنهر، وتسمم الطريدة والمفترس على حد سواء.
من المخاطر الأخرى التي تهدد القُضاعات العملاقة، النزاع مع صيّادي الأسماك الذين يعتبرونها مصدر إزعاج لهم ومنافسة على مورد رزقهم. كذلك فإن السياحة البيئية يمكنها أن تؤثر سلبًا على هذه الحيوانات، فعلى الرغم من أنها تساهم في جمع المال اللازم لحماية البيئة والكائنات البرية، وتزيد من الوعي البيئي لدى الناس، إلا أنها تزيد من نسبة النشاط البشري في موئل القُضاعات، الأمر الذي ينعكس سلبًا عليها. أشار أحد العلماء بعد دراسات ميدانية مكثفة أجراها في الپيرو خلال عقد التسعينيات من القرن العشرين، أنه في سبيل حماية هذه القُضاعات لا بد من تخصيص مواقع معينة يُمنع البشر من الدخول إليها أو ممارسة أي نشاط فيها، ولا بد من تكون هذه المواقع هي نفسها التي لوحظ نشاط القُضاعات المكثّف فيها، وفي سبيل دعم السياحة البيئية يُمكن إنشاء أبراج مراقبة أو منصات بعيدة يمكن للسوّاح أن يراقبوا الحيوانات منها دون أن يزعجوها، ولتحقيق ذلك يجب أن تكون هذه المنصات بعيدة بحوالي 50 مترًا (164 قدمًا) عن مواقع الاقتيات وأن يعتليها عدد محدود من الناس في كل فترة.

### الانتشار والجمهرة
فقدت القُضاعات العملاقة حوالي 80% من موطنها في أمريكا الجنوبية، وهي لا تزال موجودة اليوم في بلدان شمال القارة المركزية حيث تتعرض جمهراتها الباقية لمخاطر كثيرة. يُشير الاتحاد العالمي للحفاظ على الطبيعة إلى أن بوليڤيا، والبرازيل، وكولومبيا، والإكوادور، وغويانا الفرنسية، وغيانا، الپاراغواي، والپيرو، وسورينام، وڤنزويلا، هي الدول التي تنتشر فيها هذه الحيوانات حاليًا، وإذا أُخذت الانقراضات المحلية بعين الاعتبار فإن هذا الموطن يُصبح متجزءًا. يُصعب تقدير العدد الكلي لجميع أفراد الجمهرات الباقية، لكن دراسة أجراها الاتحاد العالمي في سنة 2006 أشارت إلى بقاء ما بين 1,000 و5,000 حيوان. كانت بوليڤيا تُشكل معقلاً بارزًا للقُضاعات العملاقة، لكن أعدادها تراجعت تراجعًا حادًا في تلك البلاد بسبب الصيد المكثّف الذي استمر طيلة عقد الأربعينيات حتى السبعينيات من القرن العشرين، وقد قُدّر بقاء جمهرة واحدة فقط في البلاد يصل عدد أفرادها إلى 350 فرد حاليًا. اندثرت القُضاعات العملاقة في جنوب البرازيل، أما في غرب البلاد، فقد أدّى تراجع الصيد في سبخات الپنتنال إلى إعادة استيطانها بنجاح، ويُقدّر عدد القُضاعات في تلك المنطقة اليوم بحوالي 1,000 قُضاعة.

خارطة تُظهر موقع الغويانات الثلاثة، آخر معاقل القُضاعة العملاقة في أمريكا الجنوبية. تظهر سورينام (غويانا الهولندية) باللون الأحمر، وعلى غربها غيانا (البريطانية)، وعلى شرقها غويانا الفرنسية.

أظهرت دراسة في عام 2006 أن أغزر أعداد القُضاعات العملاقة توجد في غابات الأمازون البرازيلية وجوارها، وأن أبرز جمهراتها هي تلك القاطنة مستنقعات نهر آراگوايا، وبالأخص الواقعة ضمن نطاق منتزه ولاية كنتاو ذي الغابات الفيضية والسبخات والبحيرات النيرية البالغ عددها 843 بحيرة.

تضم سورينام قسمًا عظيمًا من الغابات الأمازونية الاستوائية المحمية، التي تُشكل ملاذًا آمنًا للعديد من أشكال الحياة البرية بما فيها القُضاعات العملاقة. أشار الأحيائي دوبليكس الذي عاد لزيارة البلاد في سنة 2000، إلى أن القُضاعات العملاقة لا تزال تقطن جدول كابوري، «جوهرة» التنوع الأحيائي في الدولة، غير أنه قال أيضًا أنه لا مناص من تعرّض القُضاعات لمضايقات البشر عاجلاً أو آجلاً بسبب ازدياد الكثافة السكانية وارتفاع الطلب على الأراضي. وفي تقرير رفعه إلى صندوق الحفاظ على الطبيعة في سنة 2002، أكّد دوبليكس مدى أهمية سورينام والغويانتين في الحفاظ على القُضاعات العملاقة، فقال:
| قضاعة عملاقة | تبقى الغويانات الثلاثة آخر معاقل القُضاعات العملاقة في أمريكا الجنوبية، فهي تضم موائل بكر ولا تزال تسكنها جمهرات معتبرة من تلك الحيوانات—لكن، حتى متى؟ إن بقاء القُضاعات العملاقة في الغويانات أساسي وضروري لبقاء هذا النوع المهدد في أمريكا الجنوبية. | قضاعة عملاقة |

 أخذت بضعة بلدان أمريكية جنوبية على عاتقها مهمة إنشاء مناطق محمية للحيلولة دون اندثار الأنواع المهددة في القارّة، ومن هذه الدول: الپيرو، التي أنشأت في عام 2004 أحد أكبر المحميات في العالم، وهي منتزه ألتو پوروس الوطني الذي يوازي في مساحته بلجيكا، ويأوي عدّة أنواع من الحيوانات والنباتات المهددة بالانقراض، بما فيها القُضاعة العملاقة، ويحتل الصدارة من حيث تنوّع الثدييات قاطنته. كذلك أعلنت بوليڤيا حماية مستنقعاتها، الأكبر حجمًا من سويسرا، في عام 2001، وهذه تُشكل موطنًا للقُضاعات العملاقة.

## العلاقة مع الأمريكيين الأصليين
تتشاطر القُضاعات العملاقة موطنها مع عدّة قبائل من سكّان الأمريكيتين الأصليين، الذين لا يزالون يعيشون كما عاش أجدادهم من قبلهم، فيمارسون صيد الأسماك والصيد البري بطرق تقليدية. أفادت إحدى الدراسات حول خمسة مجتمعات قبَلية أصلية في كولومبيا أن هؤلاء الناس ينظرون للقُضاعات العملاقة نظرة سلبية، وأن سلوكهم اتجاهها يُشكل خطرًا عليها، فهم يعتبرونها مصدر إزعاج لأنها تنافسهم على محصول الأسماك، ويقتلونها إن سنحت لهم الفرصة. وقد استمرت هذه النظرة إلى القُضاعات شائعة حتى مع انتشار برامج التوعية البيئية وتثقيف الناس عن مدى أهمية هذه الحيوانات للنظام البيئي، لكن بالمقابل أظهر تلامذة المدارس انطباعات أكثر إيجابية عندما تحدثوا عن القُضاعات.
تعيش القُضاعات العملاقة بأمان أكبر نسبيًا في سورينام، حيث لا ينظر إليها السكّان الأصليين كطريدة محتملة. اقترح أحد الباحثين أن البشر لا يصطادون هذه الحيوانات إلا بحال ندرة الطرائد وإن كانت قد انعدمت مصادر اللحم الأخرى أو قلّت كثيرًا، وذلك بسبب مذاق لحم القُضاعات الكريه. تعلق القُضاعات العملاقة أحيانًا في شباك الصيد المنصوبة عبر النهر وتنفق غرقًا، وقد أشار البعض إلى أن الصيّادين قد يجهزوا على الحيوان بواسطة المنجل إن كان لا يزال حيًا عند سحب الشباك، غير أن دوبليكس يثشير إلى أن تقبّل هذه الحيوانات والتسامح معها هو «العرف السائد» في سورينام. سُجّلت حالة واحدة تشير إلى العكس من هذا في عام 2002، عندما تجنبت إحدى القُضاعات قاربًا يحمل أناسًا، وهربت مذعورة، ولعلّ سبب ذلك هو التحطيب المُكثف والصيد وأسر الجراء، الذي علّم القُضاعات أن البشر كائنات خطرة ويُستحب تجنبها.
يُقدم بعض السكّان الأصليين على أسر جراء القُضاعات العملاقة في بعض الأحيان لبيعها كحيوانات منزلية غريبة، أو لاستئناسها بأنفسهم، على الرغم من أن الحيوان ينمو بسرعة ليُصبح ضخمًا للغاية وتصبح تربيته صعبة للغاية. يربط دوبليكس بين إحدى قصص قبيلة الأراواك والبنية الاجتماعية الاجتماعية المعقدة لهذه الحيوانات، فقد قيل أن أحد رجال القبيلة أسر جروين وقام بتربيتهما بنفسه، وقد أثّر فقدان الجروين على الأبوين تأثيرًا بالغًا، ففقدا حوزهما لصالح مجموعة منافسة.
تظهر القُضاعات العملاقة في فلكلور القبائل الأمريكية الأصلية بصورة واضحة، فهي تلعب دورًا مهمًا في ميثولوجيا قوم الأشوار الذين يعتبرونها شكلاً من أشكال التسونكي، أو أرواح المياه، فهي بمثابة «قوم النهر» الذين يعيشون على الأسماك. تظهر هذه الحيوانات في أسطورة تتحدث عن سموم الأسماك، حيث تساعد رجلاً أهدر طاقته الجنسية، فخلقت من أعضائه التناسلية المتطاولة والمكروبة ثعابين الأناكندة الموجودة في العالم أجمع. كذلك تظهر القُضاعات العملاقة في أسطورة تعود لقوم البورورو تتناول أصل التدخين عند البشر، فقيل أن الناس الذين أساؤا استخدام التبغ والتهموا النبتة كاملةً عوقبوا فتحولوا إلى قُضاعات؛ ويربط البورورو أيضًا بين القُضاعات والأسماك والنار. تنص إحدى أساطير التيكوانا أن القُضاعة الملاقة تبادلت الموطن مع اليغور، إذ كان الأخير يعيش سابقًا في الأنهار، والقُضاعات تأتي البر لتقتات فحسب. كان قوم الكيشوا قاطني القسم الأمازوني من الپيرو يؤمنون بوجود عالم مكوّن من المياه تحكمه الإلهة «ياكو رونا» المعهود إليها بحماية الأسماك والحيوانات، وأن القُضاعات كانت تحمل هذه الألهة كما الزوارق.